# JoJo's Bizarre Adventure
Pour les articles homonymes, voir JoJo's Bizarre Adventure (homonymie).
Autre
JoJo's Bizarre Adventure (ジョジョの奇妙な冒険, JoJo no kimyō na bōken) est un manga de Hirohiko Araki. Il est prépublié entre 1986 et 2004 dans l'hebdomadaire Weekly Shōnen Jump, puis depuis 2005 dans le magazine mensuel Ultra Jump. La version française est initialement publiée par J'ai lu de 2002 à 2005, puis par les éditions Tonkam depuis 2007.
Avec plus de 120 millions d'exemplaires en circulation, c'est l'un des mangas les plus vendus au monde.
Le manga est adapté en une série d'OAV de treize épisodes produite par Studio APPP dans les années 1990 et 2000, qui retrace une partie de la troisième partie du manga. Une nouvelle série télévisée d'animation produite par David Production est diffusée depuis octobre 2012 et adapte les six premières parties. Dans les pays francophones, la série est diffusée en simulcast par Crunchyroll et Netflix. Grand succès public et critique, elle a fortement contribué à populariser le manga en Occident.

## Synopsis
JoJo's Bizarre Adventure suit les aventures de la famille Joestar sur plusieurs générations, chaque génération ayant son « JoJo ».
- Partie 1 : Phantom Blood

En 1881, en Angleterre, le jeune fils d'un riche propriétaire, Jonathan Joestar, rencontre son nouveau frère adoptif Dio Brando, qui le déteste et envisage d'usurper la position d'héritier de la famille Joestar. Sept ans plus tard, en 1888, lorsque les tentatives de Dio sont contrecarrées, ce dernier se transforme en vampire avec l'utilisation d'un ancien masque de pierre et détruit le domaine Joestar. Jonathan se lance dans un voyage, rencontre de nouveaux alliés et maîtrise la technique des arts martiaux Onde (波紋, Hamon) pour arrêter Dio, qui a fait de la domination du monde son nouvel objectif.
- Partie 2 : Battle Tendency

En septembre 1938, une expédition allemande découvre et réveille un homme du pilier, Santana, un puissant humanoïde dont la race a créé le Masque de Pierre. Santana tue les chercheurs et s'échappe pour réveiller les autres hommes du pilier afin qu'ils puissent reprendre la domination sur l'humanité en obtenant la pierre rouge d'Aja. Joseph Joestar, le petit-fils de Jonathan, s'unit avec de nouveaux alliés et maîtres du Hamon pour vaincre les hommes du pilier nommés AC/DC, Wham, et leur chef qui deviendra l'être ultime, Cars. Malheureusement pour Cars, il sera envoyé dans l'espace et veillera pour l'éternité.
- Partie 3 : Stardust Crusaders

En novembre 1988, Dio Brando (maintenant appelé "DIO") se réveille après que sa tombe a été récupérée au fond de l'océan. En effet, DIO avait réussi à capturer le corps de Jonathan et de le greffer à sa tête. Comme DIO obtient un stand les descendants de Jonathan, composés de Joseph, sa fille Holly Kujo et son petit-fils Jotaro Kujo, se sont éveillés au pouvoir des Stands (スタンド, Sutando). Cependant, Holly est incapable de faire face à son propre stand et il ne lui reste plus que 50 jours à vivre. Jotaro, Joseph et leurs nouveaux alliés se mettent alors en route pour vaincre DIO avant l'expiration de ce délai et rencontrent ses hommes de main en cours de route.
- Partie 4 : Diamond Is Unbreakable

En avril 1999, la famille Joestar apprend que Joseph a un fils illégitime, Josuke Higashikata qui vit dans la ville japonaise fictive de Morioh. Josuke apprend l'existence d'un arc et d'une flèche mystiques qui confère des Stands à ceux qui sont frappés par ses pointes de flèches. Alors qu'ils traquent l'arc et la flèche, Josuke et ses alliés rencontrent une menace sérieuse d'un tueur en série utilisant un Stand, Yoshikage Kira.
- Partie 5 : Golden Wind

Le 29 mars 2001, à Naples, Giorno Giovanna est officiellement le fils de DIO mais descend biologiquement de Jonathan Joestar. Giorno cherche à devenir un chef de la mafia afin d'éliminer les trafiquants de drogue qui vendent leurs marchandises aux enfants. Son équipe, composée d'utilisateurs de Stands, doit affronter le chef de la mafia Diavolo et protéger sa fille Trish Una, que Diavolo a l'intention de tuer pour cacher son identité.
- Partie 6 : Stone Ocean

Le 28 octobre 2011, près de Port Sainte-Lucie, la fille de Jotaro Kujo, Jolyne Kujo, est accusée de meurtre et envoyée en prison. Jolyne rencontre le Stand Whitesnake, qui peut voler le Stand et l'âme de sa cible, les condamnant au coma et éventuellement à la mort. Après que Jotaro a été victime du stand Whitesnake, Jolyne s'unit à d'autres prisonniers utilisateurs de Stands pour sauver son père.
- Partie 7 : Steel Ball Run

Dans une chronologie alternative, le 23 septembre 1890 aux États-Unis, le président Funny Valentine organise une course de chevaux de cross-country avec une récompense de 50 millions de dollars au gagnant. Valentine a l'intention de rechercher dans le pays les parties éparses d'un cadavre sacré à ses propres fins patriotiques. Les coureurs Gyro Zeppeli et Johnny Joestar découvrent le stratagème de Valentine et doivent se défendre contre ses assassins à gages.
- Partie 8 : JoJolion

Dans le même univers que Steel Ball Run, en 2011, la ville de Morioh a été dévastée par le séisme de 2011 de la côte Pacifique du Tōhoku, qui a provoqué l'apparition de failles mystérieuses et d'étranges édifices connus sous le nom de murs qui voient. L'étudiante Yasuho Hirose découvre un jeune homme souffrant d'amnésie enfoui dans les décombres et le surnomme "Josuke". Josuke tente de découvrir le secret de son passé et découvre qu'il est le résultat d'une fusion de deux personnes. Josuke est également confronté aux activités d'un syndicat local du crime, qui vend le fruit d'un mystérieux arbre Rokakaka, capable de guérir les gens et de « prendre » quelque chose en retour.
- Partie 9 : The JOJOLands

Dans le même univers que Steel Ball Run, en 2023, à Hawaï, Jodio Joestar, lycéen de 15 ans, a pour rêve de devenir un jour extrêmement riche. Accompagné de son grand frère Dragona et d'un homme nommé Paco Lovelantes, il fait également partie d'un petit gang de dealers dirigé par Meryl Mai Qi, la directrice du lycée qu'il fréquente. Cette dernière leur présente un nouvel équipier, un toxicomane nommé Usagi Aloha'oe et leur assigne une nouvelle mission : voler un diamant de grande valeur à un touriste japonais...

## Analyse de l’œuvre

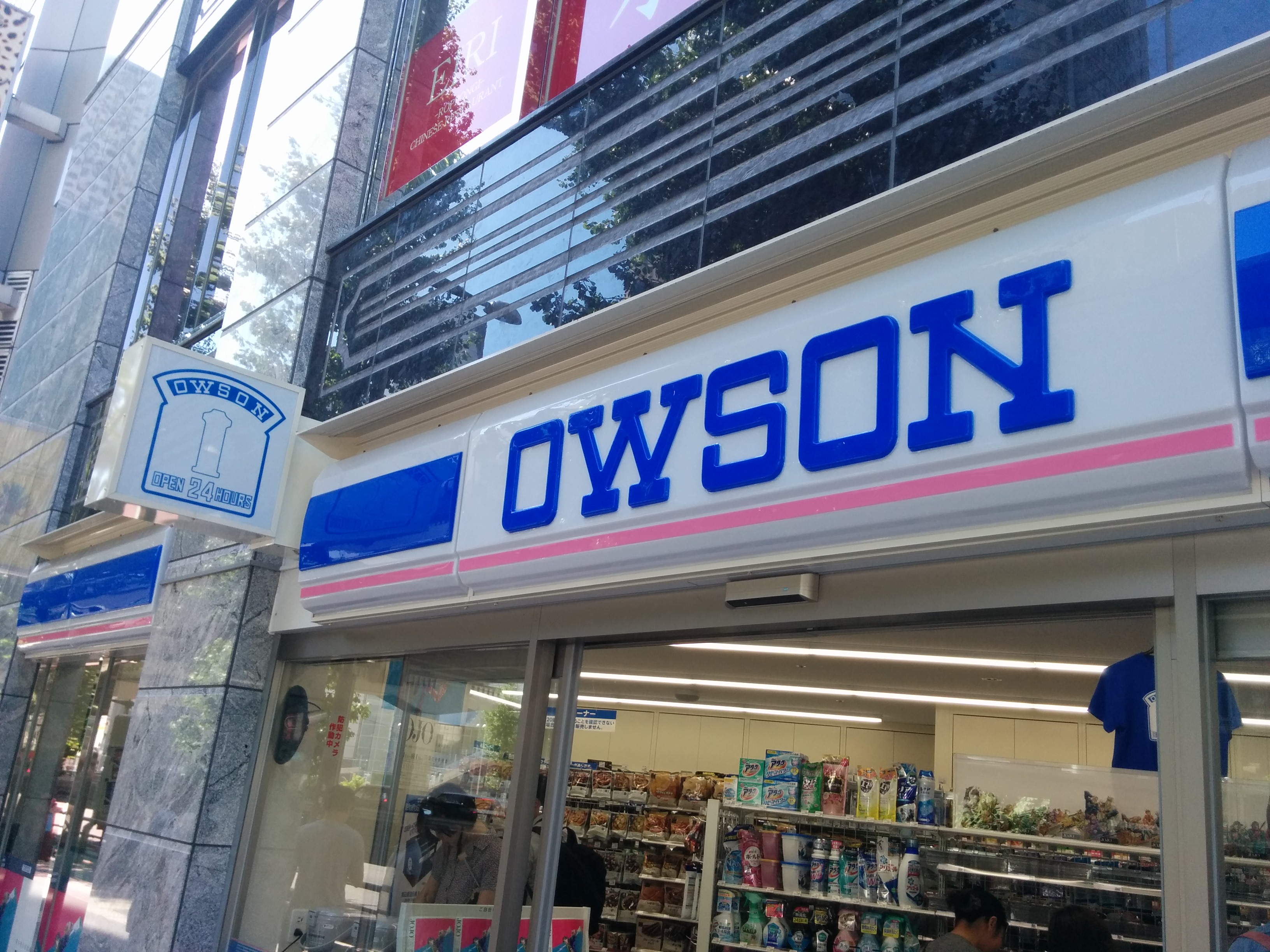
La chaine de magasins Owson (référence à Lawson) figure dans le manga.

Chaque partie du manga aborde des sujets contemporains, comme les brutalités policières ou les droits des personnes trans pour la neuvième partie.
On remarque plusieurs références à des artistes, le plus souvent musicaux, tout au long de l'histoire. Ainsi, dans les trois premières parties, les personnages ont des noms renvoyant à un certain groupe musical ou un artiste (« famille Zeppeli », « Dio », « AC/DC », « Jean-Pierre Polnareff »). Dans les parties suivantes, il s'agit des Stands qui ont des noms de chansons ou de groupes (« Crazy Diamond » et « Red Hot Chili Pepper »). Dans la sixième partie, la mode fait son apparition et tous les personnages se retrouvent affublés de noms tirés de marques ou qui les croisent (« Hermès Costello »). Mais, dès le début du manga, les personnages de Will Anthonio Zeppeli et Caesar Anthonio Zeppeli sont nommés d'après l'illustrateur de mode Antonio Lopez, qui a eu une immense influence sur le style artistique d'Araki, notamment sur les poses des personnages. Un autre illustrateur de mode qui a beaucoup inspiré Araki est Tony Viramontes.
Jojo's Bizarre Adventure est un manga riche en références cinématographiques et littéraires. On trouve de nombreuses références à des films d'horreur dans les combats de stands (Jeu d'enfant, Christine, Shining). La vision des vampires dans ce manga est inspirée à la fois du roman Dracula et de la comédie horrifique Vampire, vous avez dit vampire ? qui a une ambiance très "rock", typique de la représentation des vampires dans les années 1980.Les premières parties du mangas sont aussi inspirées des films de zombies de George A. Romero.
Plus généralement, les inspirations de l'auteur proviennent du cinéma thriller / horreur, des westerns spaghettis et du giallo italien. On trouve par ailleurs des références à des films et sagas cultes, comme Le Parrain, Indiana Jones, Alien, Blade Runner, Pulp Fiction et Memento, mais également à des classiques du cinéma, avec un personnage nommé d'après l'acteur et réalisateur Erich von Stroheim, ou encore une image qui rappelle L'Arrivée d'un train en gare de La Ciotat des frères Lumière, dans le premier chapitre du manga.
Sur le plan littéraire, on peut noter des références à À l'est d'Éden de John Steinbeck, Maîtresse du Jeu de Sydney Sheldon, Dracula de Bram Stoker, Entretien avec un Vampire d'Anne Rice, Le Tour du Monde en 80 jours de Jules Verne, Les Misérables de Victor Hugo, Sherlock Holmes d'Arthur Conan Doyle, Salem ou Misery et Simetierre de Stephen King. Au cours du manga, l'auteur cite aussi des romanciers comme Agatha Christie (célèbre pour ses romans policiers) et William Makepeace Thackeray.
C'est pourquoi la plupart des fans s'amusent à dire la phrase « Is that a Jojo reference?! » lorsqu'ils trouvent une référence.

## Manga
La publication du manga, écrit et dessiné par Hirohiko Araki, a débuté le 2 décembre 1986 dans le magazine Weekly Shōnen Jump. Le premier volume relié a ensuite été publié par Shūeisha le 10 août 1987. La série est divisée en plusieurs parties, faisant toutes intervenir un membre de la famille Joestar. Cela permet aux lecteurs de rencontrer de nouveaux personnages régulièrement, de voir mûrir les anciens, s'attacher à eux et suivre leurs aventures dans un laps de temps assez long, pour que le tout se développe convenablement, mais assez court pour éviter de le lasser. La cinquième partie se déroulant en Italie, le titre a été traduit en italien par Le Bizzarre Avventure di GioGio. Depuis la sixième partie, la numérotation des tomes est réinitialisée à chaque partie. La septième partie, débutée en mars 2004, a changé de magazine de publication en avril 2005, passant du Weekly Shōnen Jump à l'Ultra Jump. La huitième partie nommée JoJolion est publiée entre mai 2011 et août 2021. La neuvième partie, The JOJOLands, est publiée depuis février 2023. Une édition deluxe nommée Jojonium est éditée au Japon depuis le 4 décembre 2013.
La version française du manga a dans un premier temps été publiée par J'ai lu. Cependant, à la suite de l'arrêt de publication de mangas par cet éditeur, seules les quatre premières parties ont été traduites. L'éditeur Tonkam a ensuite repris la licence et publie la série depuis la cinquième partie depuis avril 2007,. Tonkam publie également une réédition de la troisième partie depuis février 2013,, et publie une réédition des première, deuxième et quatrième parties à partir de juillet 2014.
Ailleurs dans le monde, le manga est édité en Italie par Star Comics, à Taïwan par Da Ran Culture Enterprise et Tong Li Publishing, et en Malaisie par Comics House. En Amérique du Nord, VIZ Media a commencé son édition par la troisième partie, et publie la première partie à partir de juillet 2014,.

### Les différentes parties
Dans les premières éditions, certaines parties se chevauchent dans certains volumes, ce qui explique que, par exemple, le tome 12 marque la fin de la seconde partie, puis enchaîne directement avec la troisième, le tout dans le même tome.
- Partie 1 : Phantom Blood (1986-1987, tomes 1 à 5)
- Partie 2 : Battle Tendency (1987-1989, tomes 6 à 12)
- Partie 3 : Stardust Crusaders (1989-1992, tomes 13 à 28)
- Partie 4 : Diamond Is Unbreakable (1992-1995, tomes 29 à 46)
- Partie 5 : Golden Wind (1995-1999, tomes 47 à 63)
- Partie 6 : Stone Ocean (1999-2003, tomes 64 à 80)
- Partie 7 : Steel Ball Run (2004-2011, tomes 81 à 104)
- Partie 8 : JoJolion (2011-2021, tomes 105 à 131)
- Partie 9 : The JOJOLands[31](depuis 2023, depuis le tome 132)

Les titres officiels sont apparus dans l'artbook Jojo A-Go!Go! mais certains noms définitifs ont été donnés plus tard lors de la publication de la série au format « bunko » (petit format et pagination plus élevée pour édition de librairie). Ainsi dans l'artbook, « Phantom Blood » se nommait « Phantom Bloodline » et « Stardust Crusaders » se nommait « Stardust Travellers ». Les noms définitifs furent attribués lors de la prépublication dans le Weekly Shōnen Jump ou lors de l'édition ultérieure en volumes.

#### Arbre généalogique

##### Parties 1 à 6
|   |   |   |   |                                                                                              |                                                                                              |                                                                                              |                                                                                              | | | | | Mary Joestar (Date de décès : 1868)                                                                                         | Mary Joestar (Date de décès : 1868)                                                                                         | Mary Joestar (Date de décès : 1868)                                                 | Mary Joestar (Date de décès : 1868)                                                 | Mary Joestar (Date de décès : 1868)                                                 | Mary Joestar (Date de décès : 1868)                                                 |                                                                                       |                                                                                       |                                                                                       |                                                                                       |                                                                                       |                                                                                       | George Joestar I (Date de décès : 1888)                                             | George Joestar I (Date de décès : 1888)                                             | George Joestar I (Date de décès : 1888)                                             | George Joestar I (Date de décès : 1888)                                             | George Joestar I (Date de décès : 1888)       | George Joestar I (Date de décès : 1888)       | |                                               |  |  | | | | | | |                                                                                                  |                                                                                                  |                                                                                                  |                                                                                                  |                                                               |   |   |   |
|   |   |   |   |                                                                                              |                                                                                              |                                                                                              |                                                                                              | | | | | Mary Joestar (Date de décès : 1868)                                                                                         | Mary Joestar (Date de décès : 1868)                                                                                         | Mary Joestar (Date de décès : 1868)                                                 | Mary Joestar (Date de décès : 1868)                                                 | Mary Joestar (Date de décès : 1868)                                                 | Mary Joestar (Date de décès : 1868)                                                 |                                                                                       |                                                                                       |                                                                                       |                                                                                       |                                                                                       |                                                                                       | George Joestar I (Date de décès : 1888)                                             | George Joestar I (Date de décès : 1888)                                             | George Joestar I (Date de décès : 1888)                                             | George Joestar I (Date de décès : 1888)                                             | George Joestar I (Date de décès : 1888)       | George Joestar I (Date de décès : 1888)       | |                                               |  |  | | | | | | |                                                                                                  |                                                                                                  |                                                                                                  |                                                                                                  |                                                               |   |   |   |
|   |   |   |   |                                                                                              |                                                                                              |                                                                                              |                                                                                              | | | | | | |                                                                                     |                                                                                     |                                                                                     |                                                                                     |                                                                                       |                                                                                       |                                                                                       |                                                                                       |                                                                                       |                                                                                       |                                                                                     |                                                                                     |                                                                                     |                                                                                     |                                               |                                               | |                                               |  |  | | | | | | |                                                                                                  |                                                                                                  |                                                                                                  |                                                                                                  |                                                               |   |   |   |
|   |   |   |   |                                                                                              |                                                                                              |                                                                                              |                                                                                              | | | | | | |                                                                                     |                                                                                     |                                                                                     |                                                                                     |                                                                                       |                                                                                       |                                                                                       |                                                                                       |                                                                                       |                                                                                       |                                                                                     |                                                                                     |                                                                                     |                                                                                     |                                               |                                               | |                                               |  |  | | | | | | |                                                                                                  |                                                                                                  |                                                                                                  |                                                                                                  |                                                               |   |   |   |
|   |   |   |   |                                                                                              |                                                                                              |                                                                                              |                                                                                              | | | Erina Joestar (Erina Pendleton) (Date de naissance : 1869) (Date de décès : 1950)                                           | Erina Joestar (Erina Pendleton) (Date de naissance : 1869) (Date de décès : 1950)                                           | Erina Joestar (Erina Pendleton) (Date de naissance : 1869) (Date de décès : 1950)                                           | Erina Joestar (Erina Pendleton) (Date de naissance : 1869) (Date de décès : 1950)                                           | Erina Joestar (Erina Pendleton) (Date de naissance : 1869) (Date de décès : 1950)   | Erina Joestar (Erina Pendleton) (Date de naissance : 1869) (Date de décès : 1950)   |                                                                                     |                                                                                     | Jonathan Joestar1 (Date de naissance : 4 avril 1868) (Date de décès : 7 février 1889) | Jonathan Joestar1 (Date de naissance : 4 avril 1868) (Date de décès : 7 février 1889) | Jonathan Joestar1 (Date de naissance : 4 avril 1868) (Date de décès : 7 février 1889) | Jonathan Joestar1 (Date de naissance : 4 avril 1868) (Date de décès : 7 février 1889) | Jonathan Joestar1 (Date de naissance : 4 avril 1868) (Date de décès : 7 février 1889) | Jonathan Joestar1 (Date de naissance : 4 avril 1868) (Date de décès : 7 février 1889) |                                                                                     |                                                                                     | ?                                                                                   | ?                                                                                   | ?                                             | ?                                             | ? | ?                                             |  |  | Dio Brando (DIO) (Stand : The World) (Date de naissance : 1867) (Date de décès : 17 janvier 1989) (Adopté) | Dio Brando (DIO) (Stand : The World) (Date de naissance : 1867) (Date de décès : 17 janvier 1989) (Adopté) | Dio Brando (DIO) (Stand : The World) (Date de naissance : 1867) (Date de décès : 17 janvier 1989) (Adopté) | Dio Brando (DIO) (Stand : The World) (Date de naissance : 1867) (Date de décès : 17 janvier 1989) (Adopté) | Dio Brando (DIO) (Stand : The World) (Date de naissance : 1867) (Date de décès : 17 janvier 1989) (Adopté) | Dio Brando (DIO) (Stand : The World) (Date de naissance : 1867) (Date de décès : 17 janvier 1989) (Adopté) |                                                                                                  |                                                                                                  | ?                                                                                                | ?                                                                                                | ?                                                             | ? | ? | ? |
|   |   |   |   |                                                                                              |                                                                                              |                                                                                              |                                                                                              | | | Erina Joestar (Erina Pendleton) (Date de naissance : 1869) (Date de décès : 1950)                                           | Erina Joestar (Erina Pendleton) (Date de naissance : 1869) (Date de décès : 1950)                                           | Erina Joestar (Erina Pendleton) (Date de naissance : 1869) (Date de décès : 1950)                                           | Erina Joestar (Erina Pendleton) (Date de naissance : 1869) (Date de décès : 1950)                                           | Erina Joestar (Erina Pendleton) (Date de naissance : 1869) (Date de décès : 1950)   | Erina Joestar (Erina Pendleton) (Date de naissance : 1869) (Date de décès : 1950)   |                                                                                     |                                                                                     | Jonathan Joestar1 (Date de naissance : 4 avril 1868) (Date de décès : 7 février 1889) | Jonathan Joestar1 (Date de naissance : 4 avril 1868) (Date de décès : 7 février 1889) | Jonathan Joestar1 (Date de naissance : 4 avril 1868) (Date de décès : 7 février 1889) | Jonathan Joestar1 (Date de naissance : 4 avril 1868) (Date de décès : 7 février 1889) | Jonathan Joestar1 (Date de naissance : 4 avril 1868) (Date de décès : 7 février 1889) | Jonathan Joestar1 (Date de naissance : 4 avril 1868) (Date de décès : 7 février 1889) |                                                                                     |                                                                                     | ?                                                                                   | ?                                                                                   | ?                                             | ?                                             | ? | ?                                             |  |  | Dio Brando (DIO) (Stand : The World) (Date de naissance : 1867) (Date de décès : 17 janvier 1989) (Adopté) | Dio Brando (DIO) (Stand : The World) (Date de naissance : 1867) (Date de décès : 17 janvier 1989) (Adopté) | Dio Brando (DIO) (Stand : The World) (Date de naissance : 1867) (Date de décès : 17 janvier 1989) (Adopté) | Dio Brando (DIO) (Stand : The World) (Date de naissance : 1867) (Date de décès : 17 janvier 1989) (Adopté) | Dio Brando (DIO) (Stand : The World) (Date de naissance : 1867) (Date de décès : 17 janvier 1989) (Adopté) | Dio Brando (DIO) (Stand : The World) (Date de naissance : 1867) (Date de décès : 17 janvier 1989) (Adopté) |                                                                                                  |                                                                                                  | ?                                                                                                | ?                                                                                                | ?                                                             | ? | ? | ? |
|   |   |   |   |                                                                                              |                                                                                              |                                                                                              |                                                                                              | | | | | | |                                                                                     |                                                                                     |                                                                                     |                                                                                     |                                                                                       |                                                                                       |                                                                                       |                                                                                       |                                                                                       |                                                                                       |                                                                                     |                                                                                     |                                                                                     |                                                                                     |                                               |                                               | |                                               |  |  | | | | | | |                                                                                                  |                                                                                                  |                                                                                                  |                                                                                                  |                                                               |   |   |   |
|   |   |   |   |                                                                                              |                                                                                              |                                                                                              |                                                                                              | | | | | | | George Joestar II (Date de naissance : 1889) (Date de décès : 1921)                 | George Joestar II (Date de naissance : 1889) (Date de décès : 1921)                 | George Joestar II (Date de naissance : 1889) (Date de décès : 1921)                 | George Joestar II (Date de naissance : 1889) (Date de décès : 1921)                 | George Joestar II (Date de naissance : 1889) (Date de décès : 1921)                   | George Joestar II (Date de naissance : 1889) (Date de décès : 1921)                   |                                                                                       |                                                                                       | Lisa Lisa (Elisabeth Joestar) (Date de naissance : Décembre 1888)                     | Lisa Lisa (Elisabeth Joestar) (Date de naissance : Décembre 1888)                     | Lisa Lisa (Elisabeth Joestar) (Date de naissance : Décembre 1888)                   | Lisa Lisa (Elisabeth Joestar) (Date de naissance : Décembre 1888)                   | Lisa Lisa (Elisabeth Joestar) (Date de naissance : Décembre 1888)                   | Lisa Lisa (Elisabeth Joestar) (Date de naissance : Décembre 1888)                   |                                               |                                               | |                                               |  |  | | | | | | |                                                                                                  |                                                                                                  |                                                                                                  |                                                                                                  |                                                               |   |   |   |
|   |   |   |   |                                                                                              |                                                                                              |                                                                                              |                                                                                              | | | | | | | George Joestar II (Date de naissance : 1889) (Date de décès : 1921)                 | George Joestar II (Date de naissance : 1889) (Date de décès : 1921)                 | George Joestar II (Date de naissance : 1889) (Date de décès : 1921)                 | George Joestar II (Date de naissance : 1889) (Date de décès : 1921)                 | George Joestar II (Date de naissance : 1889) (Date de décès : 1921)                   | George Joestar II (Date de naissance : 1889) (Date de décès : 1921)                   |                                                                                       |                                                                                       | Lisa Lisa (Elisabeth Joestar) (Date de naissance : Décembre 1888)                     | Lisa Lisa (Elisabeth Joestar) (Date de naissance : Décembre 1888)                     | Lisa Lisa (Elisabeth Joestar) (Date de naissance : Décembre 1888)                   | Lisa Lisa (Elisabeth Joestar) (Date de naissance : Décembre 1888)                   | Lisa Lisa (Elisabeth Joestar) (Date de naissance : Décembre 1888)                   | Lisa Lisa (Elisabeth Joestar) (Date de naissance : Décembre 1888)                   |                                               |                                               | |                                               |  |  | | | | | | |                                                                                                  |                                                                                                  |                                                                                                  |                                                                                                  |                                                               |   |   |   |
|   |   |   |   |                                                                                              |                                                                                              |                                                                                              |                                                                                              | | | | | | |                                                                                     |                                                                                     |                                                                                     |                                                                                     |                                                                                       |                                                                                       |                                                                                       |                                                                                       |                                                                                       |                                                                                       |                                                                                     |                                                                                     |                                                                                     |                                                                                     |                                               |                                               | |                                               |  |  | | | | | | |                                                                                                  |                                                                                                  |                                                                                                  |                                                                                                  |                                                               |   |   |   |
|   |   |   |   |                                                                                              |                                                                                              | Suzie Q. Joestar (Suzi Q)                                                                    | Suzie Q. Joestar (Suzi Q)                                                                    | Suzie Q. Joestar (Suzi Q)                                                                                                   | Suzie Q. Joestar (Suzi Q)                                                                                                   | Suzie Q. Joestar (Suzi Q)                                                                                                   | Suzie Q. Joestar (Suzi Q)                                                                                                   | | |                                                                                     |                                                                                     |                                                                                     |                                                                                     | Joseph Joestar234 (Stand : Hermit Purple) (Date de naissance : 27 septembre 1920)     | Joseph Joestar234 (Stand : Hermit Purple) (Date de naissance : 27 septembre 1920)     | Joseph Joestar234 (Stand : Hermit Purple) (Date de naissance : 27 septembre 1920)     | Joseph Joestar234 (Stand : Hermit Purple) (Date de naissance : 27 septembre 1920)     | Joseph Joestar234 (Stand : Hermit Purple) (Date de naissance : 27 septembre 1920)     | Joseph Joestar234 (Stand : Hermit Purple) (Date de naissance : 27 septembre 1920)     |                                                                                     |                                                                                     | Tomoko Higashikata (Date de naissance : 1962)                                       | Tomoko Higashikata (Date de naissance : 1962)                                       | Tomoko Higashikata (Date de naissance : 1962) | Tomoko Higashikata (Date de naissance : 1962) | Tomoko Higashikata (Date de naissance : 1962)                                                            | Tomoko Higashikata (Date de naissance : 1962) |  |  | | | | | | |                                                                                                  |                                                                                                  |                                                                                                  |                                                                                                  |                                                               |   |   |   |
|   |   |   |   |                                                                                              |                                                                                              | Suzie Q. Joestar (Suzi Q)                                                                    | Suzie Q. Joestar (Suzi Q)                                                                    | Suzie Q. Joestar (Suzi Q)                                                                                                   | Suzie Q. Joestar (Suzi Q)                                                                                                   | Suzie Q. Joestar (Suzi Q)                                                                                                   | Suzie Q. Joestar (Suzi Q)                                                                                                   | | |                                                                                     |                                                                                     |                                                                                     |                                                                                     | Joseph Joestar234 (Stand : Hermit Purple) (Date de naissance : 27 septembre 1920)     | Joseph Joestar234 (Stand : Hermit Purple) (Date de naissance : 27 septembre 1920)     | Joseph Joestar234 (Stand : Hermit Purple) (Date de naissance : 27 septembre 1920)     | Joseph Joestar234 (Stand : Hermit Purple) (Date de naissance : 27 septembre 1920)     | Joseph Joestar234 (Stand : Hermit Purple) (Date de naissance : 27 septembre 1920)     | Joseph Joestar234 (Stand : Hermit Purple) (Date de naissance : 27 septembre 1920)     |                                                                                     |                                                                                     | Tomoko Higashikata (Date de naissance : 1962)                                       | Tomoko Higashikata (Date de naissance : 1962)                                       | Tomoko Higashikata (Date de naissance : 1962) | Tomoko Higashikata (Date de naissance : 1962) | Tomoko Higashikata (Date de naissance : 1962)                                                            | Tomoko Higashikata (Date de naissance : 1962) |  |  | | | | | | |                                                                                                  |                                                                                                  |                                                                                                  |                                                                                                  |                                                               |   |   |   |
|   |   |   |   |                                                                                              |                                                                                              |                                                                                              |                                                                                              | | | | | | |                                                                                     |                                                                                     |                                                                                     |                                                                                     |                                                                                       |                                                                                       |                                                                                       |                                                                                       |                                                                                       |                                                                                       |                                                                                     |                                                                                     |                                                                                     |                                                                                     |                                               |                                               | |                                               |  |  | | | | | | |                                                                                                  |                                                                                                  |                                                                                                  |                                                                                                  |                                                               |   |   |   |
|   |   |   |   | Sadao Kujo                                                                                   | Sadao Kujo                                                                                   | Sadao Kujo                                                                                   | Sadao Kujo                                                                                   | Sadao Kujo | Sadao Kujo | | | Holy Kujo (Holy Joestar) (Date de naissance : 1942)                                                                         | Holy Kujo (Holy Joestar) (Date de naissance : 1942)                                                                         | Holy Kujo (Holy Joestar) (Date de naissance : 1942)                                 | Holy Kujo (Holy Joestar) (Date de naissance : 1942)                                 | Holy Kujo (Holy Joestar) (Date de naissance : 1942)                                 | Holy Kujo (Holy Joestar) (Date de naissance : 1942)                                 |                                                                                       |                                                                                       |                                                                                       |                                                                                       |                                                                                       |                                                                                       |                                                                                     |                                                                                     |                                                                                     |                                                                                     |                                               |                                               | |                                               |  |  | | | | | | |                                                                                                  |                                                                                                  |                                                                                                  |                                                                                                  |                                                               |   |   |   |
|   |   |   |   | Sadao Kujo                                                                                   | Sadao Kujo                                                                                   | Sadao Kujo                                                                                   | Sadao Kujo                                                                                   | Sadao Kujo | Sadao Kujo | | | Holy Kujo (Holy Joestar) (Date de naissance : 1942)                                                                         | Holy Kujo (Holy Joestar) (Date de naissance : 1942)                                                                         | Holy Kujo (Holy Joestar) (Date de naissance : 1942)                                 | Holy Kujo (Holy Joestar) (Date de naissance : 1942)                                 | Holy Kujo (Holy Joestar) (Date de naissance : 1942)                                 | Holy Kujo (Holy Joestar) (Date de naissance : 1942)                                 |                                                                                       |                                                                                       |                                                                                       |                                                                                       |                                                                                       |                                                                                       |                                                                                     |                                                                                     |                                                                                     |                                                                                     |                                               |                                               | |                                               |  |  | | | | | | |                                                                                                  |                                                                                                  |                                                                                                  |                                                                                                  |                                                               |   |   |   |
|   |   |   |   |                                                                                              |                                                                                              |                                                                                              |                                                                                              | | | | | | |                                                                                     |                                                                                     |                                                                                     |                                                                                     |                                                                                       |                                                                                       |                                                                                       |                                                                                       |                                                                                       |                                                                                       |                                                                                     |                                                                                     |                                                                                     |                                                                                     |                                               |                                               | |                                               |  |  | | | | | | |                                                                                                  |                                                                                                  |                                                                                                  |                                                                                                  |                                                               |   |   |   |
| ? | ? | ? | ? | ?                                                                                            | ?                                                                                            |                                                                                              |                                                                                              | Jotaro Kujo3456 (Stand : Star Platinum → Star Platinum The World) (Date de naissance : 1971) (Date de décès : 22 mars 2012) | Jotaro Kujo3456 (Stand : Star Platinum → Star Platinum The World) (Date de naissance : 1971) (Date de décès : 22 mars 2012) | Jotaro Kujo3456 (Stand : Star Platinum → Star Platinum The World) (Date de naissance : 1971) (Date de décès : 22 mars 2012) | Jotaro Kujo3456 (Stand : Star Platinum → Star Platinum The World) (Date de naissance : 1971) (Date de décès : 22 mars 2012) | Jotaro Kujo3456 (Stand : Star Platinum → Star Platinum The World) (Date de naissance : 1971) (Date de décès : 22 mars 2012) | Jotaro Kujo3456 (Stand : Star Platinum → Star Platinum The World) (Date de naissance : 1971) (Date de décès : 22 mars 2012) |                                                                                     |                                                                                     |                                                                                     |                                                                                     |                                                                                       |                                                                                       |                                                                                       |                                                                                       |                                                                                       |                                                                                       |                                                                                     |                                                                                     |                                                                                     |                                                                                     |                                               |                                               | |                                               |  |  | | | | | | |                                                                                                  |                                                                                                  |                                                                                                  |                                                                                                  |                                                               |   |   |   |
| ? | ? | ? | ? | ?                                                                                            | ?                                                                                            |                                                                                              |                                                                                              | Jotaro Kujo3456 (Stand : Star Platinum → Star Platinum The World) (Date de naissance : 1971) (Date de décès : 22 mars 2012) | Jotaro Kujo3456 (Stand : Star Platinum → Star Platinum The World) (Date de naissance : 1971) (Date de décès : 22 mars 2012) | Jotaro Kujo3456 (Stand : Star Platinum → Star Platinum The World) (Date de naissance : 1971) (Date de décès : 22 mars 2012) | Jotaro Kujo3456 (Stand : Star Platinum → Star Platinum The World) (Date de naissance : 1971) (Date de décès : 22 mars 2012) | Jotaro Kujo3456 (Stand : Star Platinum → Star Platinum The World) (Date de naissance : 1971) (Date de décès : 22 mars 2012) | Jotaro Kujo3456 (Stand : Star Platinum → Star Platinum The World) (Date de naissance : 1971) (Date de décès : 22 mars 2012) |                                                                                     |                                                                                     |                                                                                     |                                                                                     |                                                                                       |                                                                                       |                                                                                       |                                                                                       |                                                                                       |                                                                                       |                                                                                     |                                                                                     |                                                                                     |                                                                                     |                                               |                                               | |                                               |  |  | | | | | | |                                                                                                  |                                                                                                  |                                                                                                  |                                                                                                  |                                                               |   |   |   |
|   |   |   |   |                                                                                              |                                                                                              |                                                                                              |                                                                                              | | | | | | |                                                                                     |                                                                                     |                                                                                     |                                                                                     |                                                                                       |                                                                                       |                                                                                       |                                                                                       |                                                                                       |                                                                                       |                                                                                     |                                                                                     |                                                                                     |                                                                                     |                                               |                                               | |                                               |  |  | | | | | | |                                                                                                  |                                                                                                  |                                                                                                  |                                                                                                  |                                                               |   |   |   |
|   |   |   |   |                                                                                              |                                                                                              |                                                                                              |                                                                                              | | | | | | |                                                                                     |                                                                                     |                                                                                     |                                                                                     |                                                                                       |                                                                                       |                                                                                       |                                                                                       |                                                                                       |                                                                                       |                                                                                     |                                                                                     |                                                                                     |                                                                                     |                                               |                                               | |                                               |  |  | | | | | | |                                                                                                  |                                                                                                  |                                                                                                  |                                                                                                  |                                                               |   |   |   |
|   |   |   |   |                                                                                              |                                                                                              |                                                                                              |                                                                                              | | | | | | | Shizuka Joestar (Stand : Achtung Baby) (Date de naissance : Décembre 1998) (Adopté) | Shizuka Joestar (Stand : Achtung Baby) (Date de naissance : Décembre 1998) (Adopté) | Shizuka Joestar (Stand : Achtung Baby) (Date de naissance : Décembre 1998) (Adopté) | Shizuka Joestar (Stand : Achtung Baby) (Date de naissance : Décembre 1998) (Adopté) | Shizuka Joestar (Stand : Achtung Baby) (Date de naissance : Décembre 1998) (Adopté)   | Shizuka Joestar (Stand : Achtung Baby) (Date de naissance : Décembre 1998) (Adopté)   |                                                                                       |                                                                                       | Josuke Higashikata4 (Stand : Crazy Diamond) (Date de naissance : 1983) (Illégitime)   | Josuke Higashikata4 (Stand : Crazy Diamond) (Date de naissance : 1983) (Illégitime)   | Josuke Higashikata4 (Stand : Crazy Diamond) (Date de naissance : 1983) (Illégitime) | Josuke Higashikata4 (Stand : Crazy Diamond) (Date de naissance : 1983) (Illégitime) | Josuke Higashikata4 (Stand : Crazy Diamond) (Date de naissance : 1983) (Illégitime) | Josuke Higashikata4 (Stand : Crazy Diamond) (Date de naissance : 1983) (Illégitime) |                                               |                                               | |                                               |  |  | | | | | | |                                                                                                  |                                                                                                  |                                                                                                  |                                                                                                  |                                                               |   |   |   |
|   |   |   |   |                                                                                              |                                                                                              |                                                                                              |                                                                                              | | | | | | | Shizuka Joestar (Stand : Achtung Baby) (Date de naissance : Décembre 1998) (Adopté) | Shizuka Joestar (Stand : Achtung Baby) (Date de naissance : Décembre 1998) (Adopté) | Shizuka Joestar (Stand : Achtung Baby) (Date de naissance : Décembre 1998) (Adopté) | Shizuka Joestar (Stand : Achtung Baby) (Date de naissance : Décembre 1998) (Adopté) | Shizuka Joestar (Stand : Achtung Baby) (Date de naissance : Décembre 1998) (Adopté)   | Shizuka Joestar (Stand : Achtung Baby) (Date de naissance : Décembre 1998) (Adopté)   |                                                                                       |                                                                                       | Josuke Higashikata4 (Stand : Crazy Diamond) (Date de naissance : 1983) (Illégitime)   | Josuke Higashikata4 (Stand : Crazy Diamond) (Date de naissance : 1983) (Illégitime)   | Josuke Higashikata4 (Stand : Crazy Diamond) (Date de naissance : 1983) (Illégitime) | Josuke Higashikata4 (Stand : Crazy Diamond) (Date de naissance : 1983) (Illégitime) | Josuke Higashikata4 (Stand : Crazy Diamond) (Date de naissance : 1983) (Illégitime) | Josuke Higashikata4 (Stand : Crazy Diamond) (Date de naissance : 1983) (Illégitime) |                                               |                                               | Giorno Giovanna5 (Stand : Gold Experience → Gold Experience Requiem) (Date de naissance : 16 avril 1985) |                                               |  |  | | | | | | |                                                                                                  |                                                                                                  |                                                                                                  |                                                                                                  |                                                               |   |   |   |
|   |   |   |   | Jolyne Cujoh6 (Stand : Stone Free) (Date de naissance : 1992) (Date de décès : 22 mars 2012) | Jolyne Cujoh6 (Stand : Stone Free) (Date de naissance : 1992) (Date de décès : 22 mars 2012) | Jolyne Cujoh6 (Stand : Stone Free) (Date de naissance : 1992) (Date de décès : 22 mars 2012) | Jolyne Cujoh6 (Stand : Stone Free) (Date de naissance : 1992) (Date de décès : 22 mars 2012) | Jolyne Cujoh6 (Stand : Stone Free) (Date de naissance : 1992) (Date de décès : 22 mars 2012)                                | Jolyne Cujoh6 (Stand : Stone Free) (Date de naissance : 1992) (Date de décès : 22 mars 2012)                                | | | | |                                                                                     |                                                                                     |                                                                                     |                                                                                     |                                                                                       |                                                                                       |                                                                                       |                                                                                       |                                                                                       |                                                                                       |                                                                                     |                                                                                     |                                                                                     |                                                                                     |                                               |                                               | |                                               |  |  | | | | | Donatello Versus (Stand : Under World) (Date de naissance : 1986) (Date de décès : 19 mars 2012)           | Donatello Versus (Stand : Under World) (Date de naissance : 1986) (Date de décès : 19 mars 2012)           | Donatello Versus (Stand : Under World) (Date de naissance : 1986) (Date de décès : 19 mars 2012) | Donatello Versus (Stand : Under World) (Date de naissance : 1986) (Date de décès : 19 mars 2012) | Donatello Versus (Stand : Under World) (Date de naissance : 1986) (Date de décès : 19 mars 2012) | Donatello Versus (Stand : Under World) (Date de naissance : 1986) (Date de décès : 19 mars 2012) |                                                               |   |   |   |
|   |   |   |   | Jolyne Cujoh6 (Stand : Stone Free) (Date de naissance : 1992) (Date de décès : 22 mars 2012) | Jolyne Cujoh6 (Stand : Stone Free) (Date de naissance : 1992) (Date de décès : 22 mars 2012) | Jolyne Cujoh6 (Stand : Stone Free) (Date de naissance : 1992) (Date de décès : 22 mars 2012) | Jolyne Cujoh6 (Stand : Stone Free) (Date de naissance : 1992) (Date de décès : 22 mars 2012) | Jolyne Cujoh6 (Stand : Stone Free) (Date de naissance : 1992) (Date de décès : 22 mars 2012)                                | Jolyne Cujoh6 (Stand : Stone Free) (Date de naissance : 1992) (Date de décès : 22 mars 2012)                                | | | | |                                                                                     |                                                                                     |                                                                                     |                                                                                     |                                                                                       |                                                                                       |                                                                                       |                                                                                       |                                                                                       |                                                                                       |                                                                                     |                                                                                     |                                                                                     |                                                                                     |                                               |                                               | |                                               |  |  | | | | | Donatello Versus (Stand : Under World) (Date de naissance : 1986) (Date de décès : 19 mars 2012)           | Donatello Versus (Stand : Under World) (Date de naissance : 1986) (Date de décès : 19 mars 2012)           | Donatello Versus (Stand : Under World) (Date de naissance : 1986) (Date de décès : 19 mars 2012) | Donatello Versus (Stand : Under World) (Date de naissance : 1986) (Date de décès : 19 mars 2012) | Donatello Versus (Stand : Under World) (Date de naissance : 1986) (Date de décès : 19 mars 2012) | Donatello Versus (Stand : Under World) (Date de naissance : 1986) (Date de décès : 19 mars 2012) | Ungalo (Stand : Bohemian Rhapsody) (Date de naissance : 1988) |   |   |   |
|   |   |   |   |                                                                                              |                                                                                              |                                                                                              |                                                                                              | | | | | | |                                                                                     |                                                                                     |                                                                                     |                                                                                     |                                                                                       |                                                                                       |                                                                                       |                                                                                       |                                                                                       |                                                                                       |                                                                                     |                                                                                     |                                                                                     |                                                                                     |                                               |                                               | |                                               |  |  | | | | | Rikiel (Stand : Sky High) (Date de naissance : 1988)                                                       | |                                                                                                  |                                                                                                  |                                                                                                  |                                                                                                  |                                                               |   |   |   |

##### Parties 7 à 9 (Univers deSteel Ball Run)
|  |  | George Joestar I | George Joestar I | George Joestar I                                                   | George Joestar I                                                   | George Joestar I                                                   | George Joestar I                                                   |                                                                    |                                                                    | ?                                                                     | ?                                                                     | ? | ? | ? | ? | | | | | | | | |                                                                                                 |                                                                                                 |                                                             |                                                             |                                                                                                 |                                                                                                 |                                                                                                 |                                                                                                 |                                                                                                 |                                                                                                 |                                                                        |                                                                        | | | | | | |                                                                                                |                                                                                                | | | | | | | | | | | | |                                                                             |                                                                             |  |  |
|  |  | George Joestar I | George Joestar I | George Joestar I                                                   | George Joestar I                                                   | George Joestar I                                                   | George Joestar I                                                   |                                                                    |                                                                    | ?                                                                     | ?                                                                     | ? | ? | ? | ? | | | | | | | | |                                                                                                 |                                                                                                 |                                                             |                                                             |                                                                                                 |                                                                                                 |                                                                                                 |                                                                                                 |                                                                                                 |                                                                                                 |                                                                        |                                                                        | | | | | | |                                                                                                |                                                                                                | | | | | | | | | | | | |                                                                             |                                                                             |  |  |
|  |  |                  |                  |                                                                    |                                                                    |                                                                    |                                                                    |                                                                    |                                                                    |                                                                       |                                                                       | | | | | | | | | | | | |                                                                                                 |                                                                                                 |                                                             |                                                             |                                                                                                 |                                                                                                 |                                                                                                 |                                                                                                 |                                                                                                 |                                                                                                 |                                                                        |                                                                        | | | | | | |                                                                                                |                                                                                                | | | | | | | | | | | | |                                                                             |                                                                             |  |  |
|  |  |                  |                  | George Joestar II                                                  | George Joestar II                                                  | George Joestar II                                                  | George Joestar II                                                  | George Joestar II                                                  | George Joestar II                                                  |                                                                       |                                                                       | Anne Joestar | Anne Joestar | Anne Joestar | Anne Joestar | Anne Joestar | Anne Joestar | | | Norisuke Higashikata I (Norisuke Higashikata) (Date de naissance : 1846) (Date de décès : 1931)                | Norisuke Higashikata I (Norisuke Higashikata) (Date de naissance : 1846) (Date de décès : 1931)                | Norisuke Higashikata I (Norisuke Higashikata) (Date de naissance : 1846) (Date de décès : 1931)                | Norisuke Higashikata I (Norisuke Higashikata) (Date de naissance : 1846) (Date de décès : 1931)                | Norisuke Higashikata I (Norisuke Higashikata) (Date de naissance : 1846) (Date de décès : 1931) | Norisuke Higashikata I (Norisuke Higashikata) (Date de naissance : 1846) (Date de décès : 1931) |                                                             |                                                             | Teru Higashikata                                                                                | Teru Higashikata                                                                                | Teru Higashikata                                                                                | Teru Higashikata                                                                                | Teru Higashikata                                                                                | Teru Higashikata                                                                                |                                                                        |                                                                        | | | | | | |                                                                                                |                                                                                                | | | | | | | | | | | | |                                                                             |                                                                             |  |  |
|  |  |                  |                  | George Joestar II                                                  | George Joestar II                                                  | George Joestar II                                                  | George Joestar II                                                  | George Joestar II                                                  | George Joestar II                                                  |                                                                       |                                                                       | Anne Joestar | Anne Joestar | Anne Joestar | Anne Joestar | Anne Joestar | Anne Joestar | | | Norisuke Higashikata I (Norisuke Higashikata) (Date de naissance : 1846) (Date de décès : 1931)                | Norisuke Higashikata I (Norisuke Higashikata) (Date de naissance : 1846) (Date de décès : 1931)                | Norisuke Higashikata I (Norisuke Higashikata) (Date de naissance : 1846) (Date de décès : 1931)                | Norisuke Higashikata I (Norisuke Higashikata) (Date de naissance : 1846) (Date de décès : 1931)                | Norisuke Higashikata I (Norisuke Higashikata) (Date de naissance : 1846) (Date de décès : 1931) | Norisuke Higashikata I (Norisuke Higashikata) (Date de naissance : 1846) (Date de décès : 1931) |                                                             |                                                             | Teru Higashikata                                                                                | Teru Higashikata                                                                                | Teru Higashikata                                                                                | Teru Higashikata                                                                                | Teru Higashikata                                                                                | Teru Higashikata                                                                                |                                                                        |                                                                        | | | | | | |                                                                                                |                                                                                                | | | | | | | | | | | | |                                                                             |                                                                             |  |  |
|  |  |                  |                  |                                                                    |                                                                    |                                                                    |                                                                    |                                                                    |                                                                    |                                                                       |                                                                       | | | | | | | | | | | | |                                                                                                 |                                                                                                 |                                                             |                                                             |                                                                                                 |                                                                                                 |                                                                                                 |                                                                                                 |                                                                                                 |                                                                                                 |                                                                        |                                                                        | | | | | | |                                                                                                |                                                                                                | | | | | | | | | | | | |                                                                             |                                                                             |  |  |
|  |  |                  |                  |                                                                    |                                                                    |                                                                    |                                                                    |                                                                    |                                                                    |                                                                       |                                                                       | | | | | | | | | | | | |                                                                                                 |                                                                                                 |                                                             |                                                             |                                                                                                 |                                                                                                 |                                                                                                 |                                                                                                 |                                                                                                 |                                                                                                 |                                                                        |                                                                        | | | | | | |                                                                                                |                                                                                                | | | | | | | | | | | | |                                                                             |                                                                             |  |  |
|  |  |                  |                  | Nicholas Joestar (Date de naissance : 1867) (Date de décès : 1881) | Nicholas Joestar (Date de naissance : 1867) (Date de décès : 1881) | Nicholas Joestar (Date de naissance : 1867) (Date de décès : 1881) | Nicholas Joestar (Date de naissance : 1867) (Date de décès : 1881) | Nicholas Joestar (Date de naissance : 1867) (Date de décès : 1881) | Nicholas Joestar (Date de naissance : 1867) (Date de décès : 1881) |                                                                       |                                                                       | Johnny Joestar78 (Jonathan Joestar) (Stand : Tusk) (Date de naissance : 1872) (Date de décès : 11 novembre 1901) | Johnny Joestar78 (Jonathan Joestar) (Stand : Tusk) (Date de naissance : 1872) (Date de décès : 11 novembre 1901) | Johnny Joestar78 (Jonathan Joestar) (Stand : Tusk) (Date de naissance : 1872) (Date de décès : 11 novembre 1901) | Johnny Joestar78 (Jonathan Joestar) (Stand : Tusk) (Date de naissance : 1872) (Date de décès : 11 novembre 1901) | Johnny Joestar78 (Jonathan Joestar) (Stand : Tusk) (Date de naissance : 1872) (Date de décès : 11 novembre 1901) | Johnny Joestar78 (Jonathan Joestar) (Stand : Tusk) (Date de naissance : 1872) (Date de décès : 11 novembre 1901) | | | Rina Higashikata (Date de naissance : 1874)                                                                    | Rina Higashikata (Date de naissance : 1874)                                                                    | Rina Higashikata (Date de naissance : 1874)                                                                    | Rina Higashikata (Date de naissance : 1874)                                                                    | Rina Higashikata (Date de naissance : 1874)                                                     | Rina Higashikata (Date de naissance : 1874)                                                     |                                                             |                                                             |                                                                                                 |                                                                                                 |                                                                                                 |                                                                                                 |                                                                                                 |                                                                                                 | Norisuke Higashikata II (Johei Higashikata) (Date de naissance : 1872) | Norisuke Higashikata II (Johei Higashikata) (Date de naissance : 1872) | Norisuke Higashikata II (Johei Higashikata) (Date de naissance : 1872)                                                                       | Norisuke Higashikata II (Johei Higashikata) (Date de naissance : 1872)                                                                       | Norisuke Higashikata II (Johei Higashikata) (Date de naissance : 1872)                                                                       | Norisuke Higashikata II (Johei Higashikata) (Date de naissance : 1872)                                                                       | | | Toyoko Higashikata                                                                             | Toyoko Higashikata                                                                             | Toyoko Higashikata                                                                                    | Toyoko Higashikata                                                                                    | Toyoko Higashikata                                                                                    | Toyoko Higashikata                                                                                    | | | | | | | | |                                                                             |                                                                             |  |  |
|  |  |                  |                  | Nicholas Joestar (Date de naissance : 1867) (Date de décès : 1881) | Nicholas Joestar (Date de naissance : 1867) (Date de décès : 1881) | Nicholas Joestar (Date de naissance : 1867) (Date de décès : 1881) | Nicholas Joestar (Date de naissance : 1867) (Date de décès : 1881) | Nicholas Joestar (Date de naissance : 1867) (Date de décès : 1881) | Nicholas Joestar (Date de naissance : 1867) (Date de décès : 1881) |                                                                       |                                                                       | Johnny Joestar78 (Jonathan Joestar) (Stand : Tusk) (Date de naissance : 1872) (Date de décès : 11 novembre 1901) | Johnny Joestar78 (Jonathan Joestar) (Stand : Tusk) (Date de naissance : 1872) (Date de décès : 11 novembre 1901) | Johnny Joestar78 (Jonathan Joestar) (Stand : Tusk) (Date de naissance : 1872) (Date de décès : 11 novembre 1901) | Johnny Joestar78 (Jonathan Joestar) (Stand : Tusk) (Date de naissance : 1872) (Date de décès : 11 novembre 1901) | Johnny Joestar78 (Jonathan Joestar) (Stand : Tusk) (Date de naissance : 1872) (Date de décès : 11 novembre 1901) | Johnny Joestar78 (Jonathan Joestar) (Stand : Tusk) (Date de naissance : 1872) (Date de décès : 11 novembre 1901) | | | Rina Higashikata (Date de naissance : 1874)                                                                    | Rina Higashikata (Date de naissance : 1874)                                                                    | Rina Higashikata (Date de naissance : 1874)                                                                    | Rina Higashikata (Date de naissance : 1874)                                                                    | Rina Higashikata (Date de naissance : 1874)                                                     | Rina Higashikata (Date de naissance : 1874)                                                     |                                                             |                                                             |                                                                                                 |                                                                                                 |                                                                                                 |                                                                                                 |                                                                                                 |                                                                                                 | Norisuke Higashikata II (Johei Higashikata) (Date de naissance : 1872) | Norisuke Higashikata II (Johei Higashikata) (Date de naissance : 1872) | Norisuke Higashikata II (Johei Higashikata) (Date de naissance : 1872)                                                                       | Norisuke Higashikata II (Johei Higashikata) (Date de naissance : 1872)                                                                       | Norisuke Higashikata II (Johei Higashikata) (Date de naissance : 1872)                                                                       | Norisuke Higashikata II (Johei Higashikata) (Date de naissance : 1872)                                                                       | | | Toyoko Higashikata                                                                             | Toyoko Higashikata                                                                             | Toyoko Higashikata                                                                                    | Toyoko Higashikata                                                                                    | Toyoko Higashikata                                                                                    | Toyoko Higashikata                                                                                    | | | | | | | | |                                                                             |                                                                             |  |  |
|  |  |                  |                  |                                                                    |                                                                    |                                                                    |                                                                    |                                                                    |                                                                    |                                                                       |                                                                       | | | | | | | | | | | | |                                                                                                 |                                                                                                 |                                                             |                                                             |                                                                                                 |                                                                                                 |                                                                                                 |                                                                                                 |                                                                                                 |                                                                                                 |                                                                        |                                                                        | | | | | | |                                                                                                |                                                                                                | | | | | | | | | | | | |                                                                             |                                                                             |  |  |
|  |  |                  |                  |                                                                    |                                                                    |                                                                    |                                                                    |                                                                    |                                                                    |                                                                       |                                                                       | | | | | George Joestar III (Date de naissance : 1898)                                                                    | George Joestar III (Date de naissance : 1898)                                                                    | George Joestar III (Date de naissance : 1898)                                                                  | George Joestar III (Date de naissance : 1898)                                                                  | George Joestar III (Date de naissance : 1898)                                                                  | George Joestar III (Date de naissance : 1898)                                                                  | | | Elizabeth Joestar                                                                               | Elizabeth Joestar                                                                               | Elizabeth Joestar                                           | Elizabeth Joestar                                           | Elizabeth Joestar                                                                               | Elizabeth Joestar                                                                               |                                                                                                 |                                                                                                 |                                                                                                 |                                                                                                 |                                                                        |                                                                        | | | | | | |                                                                                                |                                                                                                | | | | | | | | | | | | |                                                                             |                                                                             |  |  |
|  |  |                  |                  |                                                                    |                                                                    |                                                                    |                                                                    |                                                                    |                                                                    |                                                                       |                                                                       | | | | | George Joestar III (Date de naissance : 1898)                                                                    | George Joestar III (Date de naissance : 1898)                                                                    | George Joestar III (Date de naissance : 1898)                                                                  | George Joestar III (Date de naissance : 1898)                                                                  | George Joestar III (Date de naissance : 1898)                                                                  | George Joestar III (Date de naissance : 1898)                                                                  | | | Elizabeth Joestar                                                                               | Elizabeth Joestar                                                                               | Elizabeth Joestar                                           | Elizabeth Joestar                                           | Elizabeth Joestar                                                                               | Elizabeth Joestar                                                                               |                                                                                                 |                                                                                                 |                                                                                                 |                                                                                                 |                                                                        |                                                                        | | | | | | |                                                                                                |                                                                                                | | | | | | | | | | | | |                                                                             |                                                                             |  |  |
|  |  |                  |                  |                                                                    |                                                                    |                                                                    |                                                                    |                                                                    |                                                                    |                                                                       |                                                                       | | | | | | | | | | | | |                                                                                                 |                                                                                                 |                                                             |                                                             |                                                                                                 |                                                                                                 |                                                                                                 |                                                                                                 |                                                                                                 |                                                                                                 |                                                                        |                                                                        | | | | | | |                                                                                                |                                                                                                | | | | | | | | | | | | |                                                                             |                                                                             |  |  |
|  |  |                  |                  |                                                                    |                                                                    |                                                                    |                                                                    |                                                                    |                                                                    |                                                                       |                                                                       | | | | | | | | | Joseph Joestar (Date de naissance : 1924)                                                                      | Joseph Joestar (Date de naissance : 1924)                                                                      | Joseph Joestar (Date de naissance : 1924)                                                                      | Joseph Joestar (Date de naissance : 1924)                                                                      | Joseph Joestar (Date de naissance : 1924)                                                       | Joseph Joestar (Date de naissance : 1924)                                                       |                                                             |                                                             | Suzi Q Joestar                                                                                  | Suzi Q Joestar                                                                                  | Suzi Q Joestar                                                                                  | Suzi Q Joestar                                                                                  | Suzi Q Joestar                                                                                  | Suzi Q Joestar                                                                                  |                                                                        |                                                                        | Norisuke Higashikata III (Joshô Higashikata) (Date de naissance : 1908)                                                                      | Norisuke Higashikata III (Joshô Higashikata) (Date de naissance : 1908)                                                                      | Norisuke Higashikata III (Joshô Higashikata) (Date de naissance : 1908)                                                                      | Norisuke Higashikata III (Joshô Higashikata) (Date de naissance : 1908)                                                                      | Norisuke Higashikata III (Joshô Higashikata) (Date de naissance : 1908)                                                                      | Norisuke Higashikata III (Joshô Higashikata) (Date de naissance : 1908)                                                                      |                                                                                                |                                                                                                | Tomoko Higashikata (Date de décès : 1963)                                                             | Tomoko Higashikata (Date de décès : 1963)                                                             | Tomoko Higashikata (Date de décès : 1963)                                                             | Tomoko Higashikata (Date de décès : 1963)                                                             | Tomoko Higashikata (Date de décès : 1963)                                                             | Tomoko Higashikata (Date de décès : 1963)                                                             | | | | | | |                                                                             |                                                                             |  |  |
|  |  |                  |                  |                                                                    |                                                                    |                                                                    |                                                                    |                                                                    |                                                                    |                                                                       |                                                                       | | | | | | | | | Joseph Joestar (Date de naissance : 1924)                                                                      | Joseph Joestar (Date de naissance : 1924)                                                                      | Joseph Joestar (Date de naissance : 1924)                                                                      | Joseph Joestar (Date de naissance : 1924)                                                                      | Joseph Joestar (Date de naissance : 1924)                                                       | Joseph Joestar (Date de naissance : 1924)                                                       |                                                             |                                                             | Suzi Q Joestar                                                                                  | Suzi Q Joestar                                                                                  | Suzi Q Joestar                                                                                  | Suzi Q Joestar                                                                                  | Suzi Q Joestar                                                                                  | Suzi Q Joestar                                                                                  |                                                                        |                                                                        | Norisuke Higashikata III (Joshô Higashikata) (Date de naissance : 1908)                                                                      | Norisuke Higashikata III (Joshô Higashikata) (Date de naissance : 1908)                                                                      | Norisuke Higashikata III (Joshô Higashikata) (Date de naissance : 1908)                                                                      | Norisuke Higashikata III (Joshô Higashikata) (Date de naissance : 1908)                                                                      | Norisuke Higashikata III (Joshô Higashikata) (Date de naissance : 1908)                                                                      | Norisuke Higashikata III (Joshô Higashikata) (Date de naissance : 1908)                                                                      |                                                                                                |                                                                                                | Tomoko Higashikata (Date de décès : 1963)                                                             | Tomoko Higashikata (Date de décès : 1963)                                                             | Tomoko Higashikata (Date de décès : 1963)                                                             | Tomoko Higashikata (Date de décès : 1963)                                                             | Tomoko Higashikata (Date de décès : 1963)                                                             | Tomoko Higashikata (Date de décès : 1963)                                                             | | | | | | |                                                                             |                                                                             |  |  |
|  |  |                  |                  |                                                                    |                                                                    |                                                                    |                                                                    |                                                                    |                                                                    |                                                                       |                                                                       | | | | | | | | | | | | |                                                                                                 |                                                                                                 |                                                             |                                                             |                                                                                                 |                                                                                                 |                                                                                                 |                                                                                                 |                                                                                                 |                                                                                                 |                                                                        |                                                                        | | | | | | |                                                                                                |                                                                                                | | | | | | | | | | | | |                                                                             |                                                                             |  |  |
|  |  |                  |                  |                                                                    |                                                                    |                                                                    |                                                                    |                                                                    |                                                                    |                                                                       |                                                                       | | | | | | | | | | | | |                                                                                                 |                                                                                                 |                                                             |                                                             |                                                                                                 |                                                                                                 |                                                                                                 |                                                                                                 |                                                                                                 |                                                                                                 |                                                                        |                                                                        | | | | | | |                                                                                                |                                                                                                | | | | | | | | | | | | |                                                                             |                                                                             |  |  |
|  |  |                  |                  |                                                                    |                                                                    |                                                                    |                                                                    |                                                                    |                                                                    |                                                                       |                                                                       | | | | | | | | | | | | |                                                                                                 |                                                                                                 |                                                             |                                                             |                                                                                                 |                                                                                                 |                                                                                                 |                                                                                                 |                                                                                                 |                                                                                                 |                                                                        |                                                                        | | | | | | |                                                                                                |                                                                                                | | | | | | | | | | | | |                                                                             |                                                                             |  |  |
|  |  |                  |                  |                                                                    |                                                                    |                                                                    |                                                                    |                                                                    |                                                                    | ?                                                                     | ?                                                                     | ? | ? | ? | ? | | | Barbara Anne Joestar                                                                                           | Barbara Anne Joestar                                                                                           | Barbara Anne Joestar                                                                                           | Barbara Anne Joestar                                                                                           | Barbara Anne Joestar                                                                                           | Barbara Anne Joestar                                                                                           |                                                                                                 |                                                                                                 | Holy Joestar-Kira (Holy Joestar) (Date de naissance : 1959) | Holy Joestar-Kira (Holy Joestar) (Date de naissance : 1959) | Holy Joestar-Kira (Holy Joestar) (Date de naissance : 1959)                                     | Holy Joestar-Kira (Holy Joestar) (Date de naissance : 1959)                                     | Holy Joestar-Kira (Holy Joestar) (Date de naissance : 1959)                                     | Holy Joestar-Kira (Holy Joestar) (Date de naissance : 1959)                                     |                                                                                                 |                                                                                                 | Yoshiteru Kira (Date de naissance : 1945) (Date de décès : 1991)       | Yoshiteru Kira (Date de naissance : 1945) (Date de décès : 1991)       | Yoshiteru Kira (Date de naissance : 1945) (Date de décès : 1991)                                                                             | Yoshiteru Kira (Date de naissance : 1945) (Date de décès : 1991)                                                                             | Yoshiteru Kira (Date de naissance : 1945) (Date de décès : 1991)                                                                             | Yoshiteru Kira (Date de naissance : 1945) (Date de décès : 1991)                                                                             | | | Norisuke Higashikata IV (Josuke Higashikata) (Stand : King Nothing) (Date de naissance : 1952) | Norisuke Higashikata IV (Josuke Higashikata) (Stand : King Nothing) (Date de naissance : 1952) | Norisuke Higashikata IV (Josuke Higashikata) (Stand : King Nothing) (Date de naissance : 1952)        | Norisuke Higashikata IV (Josuke Higashikata) (Stand : King Nothing) (Date de naissance : 1952)        | Norisuke Higashikata IV (Josuke Higashikata) (Stand : King Nothing) (Date de naissance : 1952)        | Norisuke Higashikata IV (Josuke Higashikata) (Stand : King Nothing) (Date de naissance : 1952)        | | | Kaato Higashikata (Stand : Space Trucking) (Date de naissance : 1959) (Date de décès : 25 septembre 2011) | Kaato Higashikata (Stand : Space Trucking) (Date de naissance : 1959) (Date de décès : 25 septembre 2011) | Kaato Higashikata (Stand : Space Trucking) (Date de naissance : 1959) (Date de décès : 25 septembre 2011) | Kaato Higashikata (Stand : Space Trucking) (Date de naissance : 1959) (Date de décès : 25 septembre 2011) | Kaato Higashikata (Stand : Space Trucking) (Date de naissance : 1959) (Date de décès : 25 septembre 2011) | Kaato Higashikata (Stand : Space Trucking) (Date de naissance : 1959) (Date de décès : 25 septembre 2011) |                                                                             |                                                                             |  |  |
|  |  |                  |                  |                                                                    |                                                                    |                                                                    |                                                                    |                                                                    |                                                                    | ?                                                                     | ?                                                                     | ? | ? | ? | ? | | | Barbara Anne Joestar                                                                                           | Barbara Anne Joestar                                                                                           | Barbara Anne Joestar                                                                                           | Barbara Anne Joestar                                                                                           | Barbara Anne Joestar                                                                                           | Barbara Anne Joestar                                                                                           |                                                                                                 |                                                                                                 | Holy Joestar-Kira (Holy Joestar) (Date de naissance : 1959) | Holy Joestar-Kira (Holy Joestar) (Date de naissance : 1959) | Holy Joestar-Kira (Holy Joestar) (Date de naissance : 1959)                                     | Holy Joestar-Kira (Holy Joestar) (Date de naissance : 1959)                                     | Holy Joestar-Kira (Holy Joestar) (Date de naissance : 1959)                                     | Holy Joestar-Kira (Holy Joestar) (Date de naissance : 1959)                                     |                                                                                                 |                                                                                                 | Yoshiteru Kira (Date de naissance : 1945) (Date de décès : 1991)       | Yoshiteru Kira (Date de naissance : 1945) (Date de décès : 1991)       | Yoshiteru Kira (Date de naissance : 1945) (Date de décès : 1991)                                                                             | Yoshiteru Kira (Date de naissance : 1945) (Date de décès : 1991)                                                                             | Yoshiteru Kira (Date de naissance : 1945) (Date de décès : 1991)                                                                             | Yoshiteru Kira (Date de naissance : 1945) (Date de décès : 1991)                                                                             | | | Norisuke Higashikata IV (Josuke Higashikata) (Stand : King Nothing) (Date de naissance : 1952) | Norisuke Higashikata IV (Josuke Higashikata) (Stand : King Nothing) (Date de naissance : 1952) | Norisuke Higashikata IV (Josuke Higashikata) (Stand : King Nothing) (Date de naissance : 1952)        | Norisuke Higashikata IV (Josuke Higashikata) (Stand : King Nothing) (Date de naissance : 1952)        | Norisuke Higashikata IV (Josuke Higashikata) (Stand : King Nothing) (Date de naissance : 1952)        | Norisuke Higashikata IV (Josuke Higashikata) (Stand : King Nothing) (Date de naissance : 1952)        | | | Kaato Higashikata (Stand : Space Trucking) (Date de naissance : 1959) (Date de décès : 25 septembre 2011) | Kaato Higashikata (Stand : Space Trucking) (Date de naissance : 1959) (Date de décès : 25 septembre 2011) | Kaato Higashikata (Stand : Space Trucking) (Date de naissance : 1959) (Date de décès : 25 septembre 2011) | Kaato Higashikata (Stand : Space Trucking) (Date de naissance : 1959) (Date de décès : 25 septembre 2011) | Kaato Higashikata (Stand : Space Trucking) (Date de naissance : 1959) (Date de décès : 25 septembre 2011) | Kaato Higashikata (Stand : Space Trucking) (Date de naissance : 1959) (Date de décès : 25 septembre 2011) |                                                                             |                                                                             |  |  |
|  |  |                  |                  |                                                                    |                                                                    |                                                                    |                                                                    |                                                                    |                                                                    |                                                                       |                                                                       | | | | | | | | | | | | |                                                                                                 |                                                                                                 |                                                             |                                                             |                                                                                                 |                                                                                                 |                                                                                                 |                                                                                                 |                                                                                                 |                                                                                                 |                                                                        |                                                                        | | | | | | |                                                                                                |                                                                                                | | | | | | | | | | | | |                                                                             |                                                                             |  |  |
|  |  |                  |                  |                                                                    |                                                                    |                                                                    |                                                                    |                                                                    |                                                                    |                                                                       |                                                                       | | | | | | | | | | | | |                                                                                                 |                                                                                                 |                                                             |                                                             |                                                                                                 |                                                                                                 |                                                                                                 |                                                                                                 |                                                                                                 |                                                                                                 |                                                                        |                                                                        | | | | | | |                                                                                                |                                                                                                | | | | | | | | | | | | |                                                                             |                                                                             |  |  |
|  |  |                  |                  |                                                                    |                                                                    |                                                                    |                                                                    |                                                                    |                                                                    |                                                                       |                                                                       | | | | | | | Kyô Nijimura (Kyô Kira) (Stand : Born This Way) (Date de naissance : 1989) (Date de décès : 25 septembre 2011) | Kyô Nijimura (Kyô Kira) (Stand : Born This Way) (Date de naissance : 1989) (Date de décès : 25 septembre 2011) | Kyô Nijimura (Kyô Kira) (Stand : Born This Way) (Date de naissance : 1989) (Date de décès : 25 septembre 2011) | Kyô Nijimura (Kyô Kira) (Stand : Born This Way) (Date de naissance : 1989) (Date de décès : 25 septembre 2011) | Kyô Nijimura (Kyô Kira) (Stand : Born This Way) (Date de naissance : 1989) (Date de décès : 25 septembre 2011) | Kyô Nijimura (Kyô Kira) (Stand : Born This Way) (Date de naissance : 1989) (Date de décès : 25 septembre 2011) |                                                                                                 |                                                                                                 |                                                             |                                                             | Yoshikage Kira (Stand : Killer Queen) (Date de naissance : 1982) (Date de décès : 19 août 2011) | Yoshikage Kira (Stand : Killer Queen) (Date de naissance : 1982) (Date de décès : 19 août 2011) | Yoshikage Kira (Stand : Killer Queen) (Date de naissance : 1982) (Date de décès : 19 août 2011) | Yoshikage Kira (Stand : Killer Queen) (Date de naissance : 1982) (Date de décès : 19 août 2011) | Yoshikage Kira (Stand : Killer Queen) (Date de naissance : 1982) (Date de décès : 19 août 2011) | Yoshikage Kira (Stand : Killer Queen) (Date de naissance : 1982) (Date de décès : 19 août 2011) |                                                                        |                                                                        | Josuke Higashikata8 (Josefumi Kujo + Yoshikage Kira) (Stand : Soft & Wet → Soft & Wet Go Beyond) (Date de naissance : 19 août 2011) (Adopté) | Josuke Higashikata8 (Josefumi Kujo + Yoshikage Kira) (Stand : Soft & Wet → Soft & Wet Go Beyond) (Date de naissance : 19 août 2011) (Adopté) | Josuke Higashikata8 (Josefumi Kujo + Yoshikage Kira) (Stand : Soft & Wet → Soft & Wet Go Beyond) (Date de naissance : 19 août 2011) (Adopté) | Josuke Higashikata8 (Josefumi Kujo + Yoshikage Kira) (Stand : Soft & Wet → Soft & Wet Go Beyond) (Date de naissance : 19 août 2011) (Adopté) | Josuke Higashikata8 (Josefumi Kujo + Yoshikage Kira) (Stand : Soft & Wet → Soft & Wet Go Beyond) (Date de naissance : 19 août 2011) (Adopté) | Josuke Higashikata8 (Josefumi Kujo + Yoshikage Kira) (Stand : Soft & Wet → Soft & Wet Go Beyond) (Date de naissance : 19 août 2011) (Adopté) |                                                                                                |                                                                                                | Jobin Higashikata (Stand : Speed King) (Date de naissance : 1979) (Date de décès : 25 septembre 2011) | Jobin Higashikata (Stand : Speed King) (Date de naissance : 1979) (Date de décès : 25 septembre 2011) | Jobin Higashikata (Stand : Speed King) (Date de naissance : 1979) (Date de décès : 25 septembre 2011) | Jobin Higashikata (Stand : Speed King) (Date de naissance : 1979) (Date de décès : 25 septembre 2011) | Jobin Higashikata (Stand : Speed King) (Date de naissance : 1979) (Date de décès : 25 septembre 2011) | Jobin Higashikata (Stand : Speed King) (Date de naissance : 1979) (Date de décès : 25 septembre 2011) | | | Mitsuba Higashikata (Stand : Awaking III Leaves) (Date de naissance : 1980)                               | Mitsuba Higashikata (Stand : Awaking III Leaves) (Date de naissance : 1980)                               | Mitsuba Higashikata (Stand : Awaking III Leaves) (Date de naissance : 1980)                               | Mitsuba Higashikata (Stand : Awaking III Leaves) (Date de naissance : 1980)                               | Mitsuba Higashikata (Stand : Awaking III Leaves) (Date de naissance : 1980) | Mitsuba Higashikata (Stand : Awaking III Leaves) (Date de naissance : 1980) |  |  |
|  |  |                  |                  |                                                                    |                                                                    |                                                                    |                                                                    |                                                                    |                                                                    |                                                                       |                                                                       | | | | | | | Kyô Nijimura (Kyô Kira) (Stand : Born This Way) (Date de naissance : 1989) (Date de décès : 25 septembre 2011) | Kyô Nijimura (Kyô Kira) (Stand : Born This Way) (Date de naissance : 1989) (Date de décès : 25 septembre 2011) | Kyô Nijimura (Kyô Kira) (Stand : Born This Way) (Date de naissance : 1989) (Date de décès : 25 septembre 2011) | Kyô Nijimura (Kyô Kira) (Stand : Born This Way) (Date de naissance : 1989) (Date de décès : 25 septembre 2011) | Kyô Nijimura (Kyô Kira) (Stand : Born This Way) (Date de naissance : 1989) (Date de décès : 25 septembre 2011) | Kyô Nijimura (Kyô Kira) (Stand : Born This Way) (Date de naissance : 1989) (Date de décès : 25 septembre 2011) |                                                                                                 |                                                                                                 |                                                             |                                                             | Yoshikage Kira (Stand : Killer Queen) (Date de naissance : 1982) (Date de décès : 19 août 2011) | Yoshikage Kira (Stand : Killer Queen) (Date de naissance : 1982) (Date de décès : 19 août 2011) | Yoshikage Kira (Stand : Killer Queen) (Date de naissance : 1982) (Date de décès : 19 août 2011) | Yoshikage Kira (Stand : Killer Queen) (Date de naissance : 1982) (Date de décès : 19 août 2011) | Yoshikage Kira (Stand : Killer Queen) (Date de naissance : 1982) (Date de décès : 19 août 2011) | Yoshikage Kira (Stand : Killer Queen) (Date de naissance : 1982) (Date de décès : 19 août 2011) |                                                                        |                                                                        | Josuke Higashikata8 (Josefumi Kujo + Yoshikage Kira) (Stand : Soft & Wet → Soft & Wet Go Beyond) (Date de naissance : 19 août 2011) (Adopté) | Josuke Higashikata8 (Josefumi Kujo + Yoshikage Kira) (Stand : Soft & Wet → Soft & Wet Go Beyond) (Date de naissance : 19 août 2011) (Adopté) | Josuke Higashikata8 (Josefumi Kujo + Yoshikage Kira) (Stand : Soft & Wet → Soft & Wet Go Beyond) (Date de naissance : 19 août 2011) (Adopté) | Josuke Higashikata8 (Josefumi Kujo + Yoshikage Kira) (Stand : Soft & Wet → Soft & Wet Go Beyond) (Date de naissance : 19 août 2011) (Adopté) | Josuke Higashikata8 (Josefumi Kujo + Yoshikage Kira) (Stand : Soft & Wet → Soft & Wet Go Beyond) (Date de naissance : 19 août 2011) (Adopté) | Josuke Higashikata8 (Josefumi Kujo + Yoshikage Kira) (Stand : Soft & Wet → Soft & Wet Go Beyond) (Date de naissance : 19 août 2011) (Adopté) |                                                                                                |                                                                                                | Jobin Higashikata (Stand : Speed King) (Date de naissance : 1979) (Date de décès : 25 septembre 2011) | Jobin Higashikata (Stand : Speed King) (Date de naissance : 1979) (Date de décès : 25 septembre 2011) | Jobin Higashikata (Stand : Speed King) (Date de naissance : 1979) (Date de décès : 25 septembre 2011) | Jobin Higashikata (Stand : Speed King) (Date de naissance : 1979) (Date de décès : 25 septembre 2011) | Jobin Higashikata (Stand : Speed King) (Date de naissance : 1979) (Date de décès : 25 septembre 2011) | Jobin Higashikata (Stand : Speed King) (Date de naissance : 1979) (Date de décès : 25 septembre 2011) | | | Mitsuba Higashikata (Stand : Awaking III Leaves) (Date de naissance : 1980)                               | Mitsuba Higashikata (Stand : Awaking III Leaves) (Date de naissance : 1980)                               | Mitsuba Higashikata (Stand : Awaking III Leaves) (Date de naissance : 1980)                               | Mitsuba Higashikata (Stand : Awaking III Leaves) (Date de naissance : 1980)                               | Mitsuba Higashikata (Stand : Awaking III Leaves) (Date de naissance : 1980) | Mitsuba Higashikata (Stand : Awaking III Leaves) (Date de naissance : 1980) |  |  |
|  |  |                  |                  |                                                                    |                                                                    |                                                                    |                                                                    |                                                                    |                                                                    |                                                                       |                                                                       | | | | | | | | | | | | |                                                                                                 |                                                                                                 |                                                             |                                                             |                                                                                                 |                                                                                                 |                                                                                                 |                                                                                                 |                                                                                                 |                                                                                                 |                                                                        |                                                                        | | | | | | |                                                                                                |                                                                                                | Hato Higashikata (Stand : Walking Heart) (Date de naissance : 1987)                                   | | | | | | | | | | | |                                                                             |                                                                             |  |  |
|  |  |                  |                  |                                                                    |                                                                    |                                                                    |                                                                    |                                                                    |                                                                    |                                                                       |                                                                       | | | | | | | | | | | | |                                                                                                 |                                                                                                 |                                                             |                                                             |                                                                                                 |                                                                                                 |                                                                                                 |                                                                                                 |                                                                                                 |                                                                                                 |                                                                        |                                                                        | | | | | | |                                                                                                |                                                                                                | Joshû Higashikata (Stand : Nut King Call) (Date de naissance : 1992)                                  | | | | | | | | | | | |                                                                             |                                                                             |  |  |
|  |  |                  |                  |                                                                    |                                                                    |                                                                    |                                                                    |                                                                    |                                                                    |                                                                       |                                                                       | | | | | | | | | | | | |                                                                                                 |                                                                                                 |                                                             |                                                             |                                                                                                 |                                                                                                 |                                                                                                 |                                                                                                 |                                                                                                 |                                                                                                 |                                                                        |                                                                        | | | | | | |                                                                                                |                                                                                                | Daiya Higashikata (Stand : California King Bed) (Date de naissance : 1995)                            | | | | | | | | | | | |                                                                             |                                                                             |  |  |
|  |  |                  |                  |                                                                    |                                                                    |                                                                    |                                                                    |                                                                    |                                                                    |                                                                       |                                                                       | | | | | | | | | | | | |                                                                                                 |                                                                                                 |                                                             |                                                             |                                                                                                 |                                                                                                 |                                                                                                 |                                                                                                 |                                                                                                 |                                                                                                 |                                                                        |                                                                        | | | | | | |                                                                                                |                                                                                                | | | | | | | | | | | | |                                                                             |                                                                             |  |  |
|  |  |                  |                  |                                                                    |                                                                    |                                                                    |                                                                    |                                                                    |                                                                    |                                                                       |                                                                       | | | | | | | | | | | | |                                                                                                 |                                                                                                 |                                                             |                                                             |                                                                                                 |                                                                                                 |                                                                                                 |                                                                                                 |                                                                                                 |                                                                                                 |                                                                        |                                                                        | | | | | | |                                                                                                |                                                                                                | | | | | | | | | | | | |                                                                             |                                                                             |  |  |
|  |  |                  |                  |                                                                    |                                                                    |                                                                    |                                                                    |                                                                    |                                                                    | Dragona Joestar (Stand : Smooth Operators) (Date de naissance : 2005) | Dragona Joestar (Stand : Smooth Operators) (Date de naissance : 2005) | Dragona Joestar (Stand : Smooth Operators) (Date de naissance : 2005)                                            | Dragona Joestar (Stand : Smooth Operators) (Date de naissance : 2005)                                            | Dragona Joestar (Stand : Smooth Operators) (Date de naissance : 2005)                                            | Dragona Joestar (Stand : Smooth Operators) (Date de naissance : 2005)                                            | | | Jodio Joestar9 (Stand : November Rain) (Date de naissance : 2008)                                              | Jodio Joestar9 (Stand : November Rain) (Date de naissance : 2008)                                              | Jodio Joestar9 (Stand : November Rain) (Date de naissance : 2008)                                              | Jodio Joestar9 (Stand : November Rain) (Date de naissance : 2008)                                              | Jodio Joestar9 (Stand : November Rain) (Date de naissance : 2008)                                              | Jodio Joestar9 (Stand : November Rain) (Date de naissance : 2008)                                              |                                                                                                 |                                                                                                 |                                                             |                                                             |                                                                                                 |                                                                                                 |                                                                                                 |                                                                                                 |                                                                                                 |                                                                                                 |                                                                        |                                                                        | | | | | | |                                                                                                |                                                                                                | | | | | Tsurugi Higashikata (Stand : Paper Moon King) (Date de naissance : 2002)                              | Tsurugi Higashikata (Stand : Paper Moon King) (Date de naissance : 2002)                              | Tsurugi Higashikata (Stand : Paper Moon King) (Date de naissance : 2002)                                  | Tsurugi Higashikata (Stand : Paper Moon King) (Date de naissance : 2002)                                  | Tsurugi Higashikata (Stand : Paper Moon King) (Date de naissance : 2002)                                  | Tsurugi Higashikata (Stand : Paper Moon King) (Date de naissance : 2002)                                  | | |                                                                             |                                                                             |  |  |
|  |  |                  |                  |                                                                    |                                                                    |                                                                    |                                                                    |                                                                    |                                                                    | Dragona Joestar (Stand : Smooth Operators) (Date de naissance : 2005) | Dragona Joestar (Stand : Smooth Operators) (Date de naissance : 2005) | Dragona Joestar (Stand : Smooth Operators) (Date de naissance : 2005)                                            | Dragona Joestar (Stand : Smooth Operators) (Date de naissance : 2005)                                            | Dragona Joestar (Stand : Smooth Operators) (Date de naissance : 2005)                                            | Dragona Joestar (Stand : Smooth Operators) (Date de naissance : 2005)                                            | | | Jodio Joestar9 (Stand : November Rain) (Date de naissance : 2008)                                              | Jodio Joestar9 (Stand : November Rain) (Date de naissance : 2008)                                              | Jodio Joestar9 (Stand : November Rain) (Date de naissance : 2008)                                              | Jodio Joestar9 (Stand : November Rain) (Date de naissance : 2008)                                              | Jodio Joestar9 (Stand : November Rain) (Date de naissance : 2008)                                              | Jodio Joestar9 (Stand : November Rain) (Date de naissance : 2008)                                              |                                                                                                 |                                                                                                 |                                                             |                                                             |                                                                                                 |                                                                                                 |                                                                                                 |                                                                                                 |                                                                                                 |                                                                                                 |                                                                        |                                                                        | | | | | | |                                                                                                |                                                                                                | | | | | Tsurugi Higashikata (Stand : Paper Moon King) (Date de naissance : 2002)                              | Tsurugi Higashikata (Stand : Paper Moon King) (Date de naissance : 2002)                              | Tsurugi Higashikata (Stand : Paper Moon King) (Date de naissance : 2002)                                  | Tsurugi Higashikata (Stand : Paper Moon King) (Date de naissance : 2002)                                  | Tsurugi Higashikata (Stand : Paper Moon King) (Date de naissance : 2002)                                  | Tsurugi Higashikata (Stand : Paper Moon King) (Date de naissance : 2002)                                  | | |                                                                             |                                                                             |  |  |
|  |  |                  |                  |                                                                    |                                                                    |                                                                    |                                                                    |                                                                    |                                                                    |                                                                       |                                                                       | | | | | | | | | | | | |                                                                                                 |                                                                                                 |                                                             |                                                             |                                                                                                 |                                                                                                 |                                                                                                 |                                                                                                 |                                                                                                 |                                                                                                 |                                                                        |                                                                        | | | | | | |                                                                                                |                                                                                                | | | | | | | | | | | | |                                                                             |                                                                             |  |  |

## Anime

### OAV
Le manga a été adapté en deux séries d'OAVs produites par le Studio APPP, respectivement sorties au Japon en 1993-1994 pour la première saison de 6 épisodes, et en 2000-2002 pour la seconde saison de 7 épisodes. Seule une partie de la trame de la troisième partie Stardust Crusaders est retranscrite dans cette adaptation. Les deux saisons ont été éditées en France par Déclic Images dans un coffret regroupant les 13 épisodes.

#### Fiche technique
- Titre original : JoJo no kimyō na bōken
- Titre québécois : Les aventures bizarres des JoJo
- Producteur exécutif : Nobuhiko Sakou, Michio Yamanaka, Kazufumi Nomura (1 à 7), Tomio Anzai (8 à 13)
- Studio : Studio APPP
- Producteur : Tetsuo Daitoku, Kazufumi Nomura
- Réalisation : Hideki Futamura, Noboru Furuse (1 à 7), Hiroyuki Kitakubo (8 à 13)
- Scénario : Kenichi Takashima
- Chara. design : Junichi Hayama
- Directeur artistique : Satoru Kuwabara (1 à 7), Youichi Nango (8 à 13)
- Dir. photographie : Hideo Okazaki
- Musique : Marco d’Ambrosio
- Années de production : 1993-1994 et 2000-2002
- Nombre d'épisodes : 13
- Éditeur français : Declic Images

#### Liste des épisodes
| No | Titre français                          | Titre japonais                                     | Titre japonais                                | Date de 1re diffusion |
| No | Titre français                          | Kanji                                              | Rōmaji                                        | Date de 1re diffusion |
| -- | --------------------------------------- | -------------------------------------------------- | --------------------------------------------- | --------------------- |
| 1  | L'esprit maléfique                      | 悪霊                                               | Akuryō                                        | 30 novembre 2001      |
| 2  | Hierophant Green                        | 法皇の緑 (ハイエロファントグリーン)                | Hierophant Green                              | 23 août 2002          |
| 3  | Silver Chariot et Strength              | 銀の戦車＆力（シルバーチャリオッツ＆ストレングス） | Shirubā Chariotsu & Sutorengusu               | 23 août 2002          |
| 4  | L'empereur et le pendu                  | 皇帝と吊られた男（エンペラーとハングドマン）       | Enperā to Hangudoman                          | 20 septembre 2002     |
| 5  | Jugement                                | 裁き                                               | Sabaki                                        | 20 septembre 2002     |
| 6  | La brume de la vengeance                | 報復の霧                                           | Hōfuku no Kiri                                | 25 octobre 2002       |
| 7  | Justice                                 | 正義（ジャスティス）                               | Jasutisu                                      | 25 octobre 2002       |
| 8  | Iggy the fool et N'Dul le dieu geb 1    | 「愚者」のイギーと「ゲブ神」のンドゥール (Pt. I)   | Za Fūru' no Igī to Gebushin no Ndūru (Pt. I)  | 19 novembre 1993      |
| 9  | Iggy the fool et N'Dul le dieu geb 2    | 「愚者」のイギーと「ゲブ神」のンドゥール (Pt. II)  | Za Fūru' no Igī to Gebushin no Ndūru (Pt. II) | 17 décembre 1993      |
| 10 | D'Arby le parieur                       | ダービー・ザ・ギャンブラー                         | Dābī za Gyanburā                              | 21 juillet 1994       |
| 11 | L'essence du vide, Vanilla Ice          | DIOの世界 亜空の瘴気ヴァニラ・アイス-              | Dio no Sekai - Akū no Shōki Vanira Aisu       | 9 août 1994           |
| 12 | Kakyoin, combat à mort dans la barrière | DIOの世界 -花京院 結界の死闘-                      | Dio no Sekai...                               | 21 octobre 1994       |
| 13 | Adieu, ami                              | DIOの世界 -さらば友よ-                             | Dio no Sekai - Saraba Tomo yo                 | 18 novembre 1994      |

#### Doublage
| Personnages           | Voix japonaises    | Voix françaises          |
| --------------------- | ------------------ | ------------------------ |
| Jotaro Kujo           | Jūrōta Kosugi (en) | Jacques Albaret          |
| Joseph Joestar        | Chikao Ōtsuka      | François Siener          |
| Jean-Pierre Polnareff | Katsuji Mori       | Jérôme Pauwels           |
| Noriaki Kakyoin       | Hirotaka Suzuoki   | Pierre-François Pistorio |
| Muhammad Avdol        | Kiyoshi Kobayashi  | Pascal Germain           |
| Dio                   | Nobuo Tanaka       | Jean-François Vlérick    |
| Vanilla Ice           | Takeshi Aono       | Frantz Confiac           |
| Hol Horse             | Norio Wakamoto     | Sylvain Lemarie          |
| J'Geil                | Mugihito           | François Creton          |
| Enya                  | Rika Fukami        | Anne Dolan               |
| N'Doul                | Kentarō Itō        | Emmanuel Gradi           |
| Daniel J. D'Arby      | Kenji Utsumi       | Cyrille Artaux           |
| Holy Kujo             | Rei Sakuma         | Magali Barney            |
| Suzi Q                | Ryoko Kinomiya     | Brigitte Guedj           |

Version française
- Société de doublage : Lincoln
- Adaptation des dialogues : Jérôme Pauwels

### Film d'animation
Un film d'animation nommé JoJo's Bizarre Adventure: Phantom Blood, basé sur la première partie du manga, a été annoncé en septembre 2006, et est sorti le 17 février 2007 au Japon à l'occasion du 20e anniversaire de Hirohiko Araki en tant que mangaka. Le thème song est Voodoo Kingdom du groupe Soul'd Out.

### Série télévisée

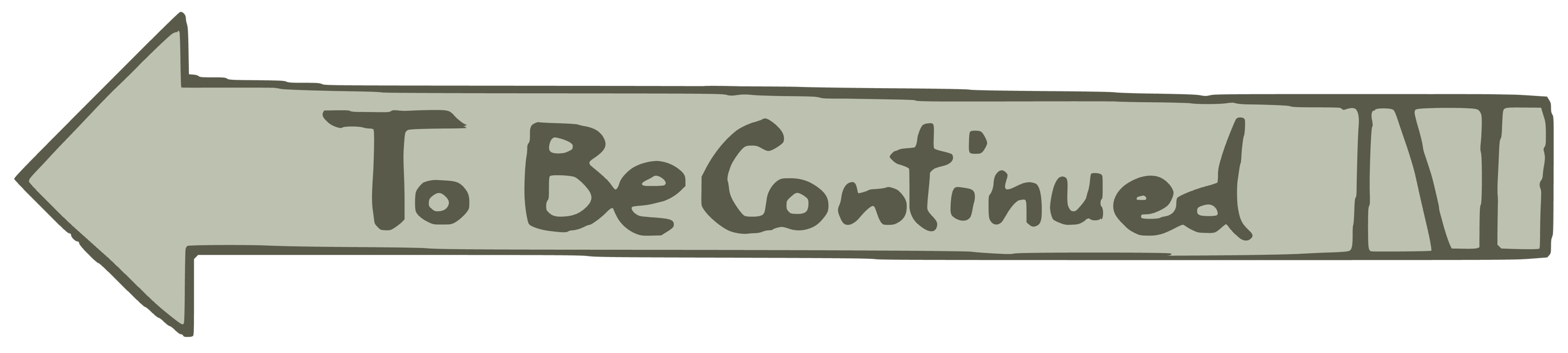
Reproduction du texte To Be Continued qui annonce que l'épisode est à suivre, devenu un mème Internet au niveau de son texte et de sa musique Roundabout par Yes.

L'adaptation en série télévisée d'animation est annoncée en juillet 2012. Le studio David Production est responsable de cette série animée avec Naokatsu Tsuda en tant que réalisateur. Contrairement aux OAV produites plusieurs années avant, cette adaptation débute par la 1re partie Phantom Blood. Sa diffusion a débuté le 5 octobre 2012 sur Tokyo MX, et s'est terminée le 30 novembre 2012 avec la diffusion du neuvième épisode. La deuxième partie, Battle Tendency, a été diffusée du 7 décembre 2012, au 5 avril 2013. Les 26 épisodes ont été édités en DVD et Blu-ray entre janvier et septembre 2013 et possèdent des sous-titres en anglais. Ceci constitue la première saison de l'anime.
Un teaser annonçant la saison 2 adaptant la 3e partie Stardust Crusaders est montré à la suite de la diffusion de l'épisode 26. Elle a ensuite été confirmée en octobre 2013 et est diffusée depuis le 4 avril 2014. Cette saison est divisée en deux parties, une première diffusée du 4 avril 2014, au 12 septembre 2014, et une deuxième diffusée du 19 juin 2015 au 12 septembre 2015.
La saison 3 adapte la 4e partie Diamond Is Unbreakable et est diffusée du 1er avril au 23 décembre 2016.
La saison 4 adapte la 5e partie Golden Wind et est diffusée du 5 octobre 2018 au 28 juillet 2019.
La saison 5, adaptant la 6e partie Stone Ocean, est annoncée en avril 2021. Elle est diffusée à partir du 1er décembre 2021 sur Netflix avec la sortie des douze premiers épisodes. La deuxième partie avec les épisodes 13 à 24 est diffusée le 1er septembre 2022,. Enfin, la troisième et dernière partie, avec les épisodes 25 à 38, est diffusée intégralement le 1er décembre 2022.
L'adaptation de la 7e partie partie Steel Ball Run est annoncée en avril 2025.
Dans les pays francophones, les quatre premières saisons (cinq premières parties) de la série sont diffusées par Crunchyroll, ADN et Netflix.

#### Doublage
Version française
- Société de doublage : Time-line Factory
- Direction artistique : Alan Aubert-Carlin
- Adaptation des dialogues : Antoine Ledoux, Etienne Rémond, Kevin Thoraval, Alexandre Touchet, Kevin Stocker
- Enregistrement et Mixage : Erwan Le Gall

#### Musiques
| Générique                            | Début                     | Début                                       | Début                                  | Fin                                | Fin                                    | Fin                             |
| Générique                            | Épisodes                  | Titre                                       | Artiste                                | Épisodes                           | Titre                                  | Artiste                         |
| ------------------------------------ | ------------------------- | ------------------------------------------- | -------------------------------------- | ---------------------------------- | -------------------------------------- | ------------------------------- |
| Partie 1                             | 2 – 9                     | JoJo ~Sono Chi no Sadame~                   | Hiroaki Tominaga                       | 1 – 2, 4 – 9                       | Roundabout                             | Yes                             |
| Partie 2                             | 11 – 16, 18 – 25          | BLOODY STREAM                               | Coda                                   | 10 – 19, 22 – 25                   | Roundabout                             | Yes                             |
| Partie 2                             | 11 – 16, 18 – 25          | BLOODY STREAM                               | Coda                                   | 26                                 | BLOODY STREAM                          | Coda                            |
| Partie 3 (Arc Périple)               | 28 – 36, 38 – 50          | STAND PROUD                                 | Jin Hashimoto                          | 28                                 | Stardust Crusaders                     | Yugo Kanno                      |
| Partie 3 (Arc Périple)               | 28 – 36, 38 – 50          | STAND PROUD                                 | Jin Hashimoto                          | 29 – 33, 35, 37 – 50               | Walk Like an Egyptian                  | The Bangles                     |
| Partie 3 (Arc Égypte)                | 51 – 52, 54 – 65, 67 – 74 | JoJo - Sono Chi no Kioku ~end of THE WORLD~ | JO☆STARS ~TOMMY, Coda, JIN~            | 51 – 52, 54 – 61, 64 – 66, 68 – 72 | Last Train Home                        | Pat Metheny Group               |
| Partie 3 (Arc Égypte)                | 51 – 52, 54 – 65, 67 – 74 | JoJo - Sono Chi no Kioku ~end of THE WORLD~ | JO☆STARS ~TOMMY, Coda, JIN~            | 53                                 | Akuyaku Concerto ~Oingo to Boingo~     | Makoto Yasumura et Motoko Kumai |
| Partie 3 (Arc Égypte)                | 51 – 52, 54 – 65, 67 – 74 | JoJo - Sono Chi no Kioku ~end of THE WORLD~ | JO☆STARS ~TOMMY, Coda, JIN~            | 62 – 63                            | Akuyaku Concerto ~Hol Horse to Boingo~ | Hidenobu Kiuchi et Motoko Kumai |
| Partie 4 (1re partie)                | 76 – 88                   | Crazy Noisy Bizarre Town                    | THE DU                                 | 76 – 116                           | I WANT YOU                             | Savage Garden                   |
| Partie 4 (2e partie)                 | 89 – 100                  | Chase                                       | Batta                                  | 76 – 116                           | I WANT YOU                             | Savage Garden                   |
| Partie 4 (3e partie)                 | 101 – 116                 | Great Days                                  | Karen Aoki et Daisuke Hasegawa         | 76 – 116                           | I WANT YOU                             | Savage Garden                   |
| Partie 4 (3e partie)                 |                           |                                             |                                        | 117                                | Great Days                             | Karen Aoki et Daisuke Hasegawa  |
| Partie 5 (1re partie)                | 119 – 139                 | Fighting Gold                               | Coda                                   | 119 – 139                          | Freek'n You                            | Jodeci                          |
| Partie 5 (2e partie)                 | 140 – 158                 | Uragirimono no Requiem                      | Daisuke Hasegawa                       | 140 – 158                          | Modern Crusaders                       | Enigma                          |
| Partie 6 (1re partie) et (2e partie) |                           | Stone Ocean                                 | Kishida Kyoudan & THE Akeboshi Rockets |                                    | Distant Dreamer                        | Duffy                           |
| Partie 6 (3e partie)                 |                           | Heaven’s falling down                       | Sajou no Hana (ja)                     |                                    | Roundabout                             | Yes                             |

## Film en prise de vues réelles
Le film Jojo's Bizarre Adventure Diamond Is Unbreakable Chapitre 1 par le réalisateur Takashi Miike, basé sur la 4e partie Diamond Is Unbreakable, est sorti le 4 août 2017 au Japon.

## Produits dérivés
Comme de nombreuses séries à succès, de nombreux produits dérivés sont commercialisés au Japon, allant de publications écrites aux figurines représentant les principaux personnages. Pour les 25 ans de la série, un coffret contenant un artbook nommé Jojoveller, des Blu-ray ainsi que deux livrets est commercialisé le 19 septembre 2013.

### Light novels
Plusieurs light novels adaptés du manga ont vu le jour, chacun écrit par des auteurs différents. Le premier, simplement nommé JoJo's Bizarre Adventure, est sorti le 4 novembre 1993 au Japon. Le deuxième, nommé GioGio's Bizarre Adventure II: Golden Heart/Golden Ring, est sorti le 28 mai 2001 au Japon. En avril 2011, le site officiel de Hirohiko Araki a annoncé que Ōtarō Maijō, Nishio Ishin et Kouhei Kadono écrivaient chacun un light novel. Celui écrit par Kadono s'appelle Purple Haze Feedback (恥知らずのパープルヘイズ, Hajishirazu no Pāpuru Heizu) et est sorti le 16 septembre 2011 ; celui écrit par Isin, JoJo's Bizarre Adventure Over Heaven, est sorti le 16 décembre 2011 au Japon ; enfin, celui écrit par Maijō, Jorge Joestar, est sorti le 19 septembre 2012. Les romans The Book, Over Heaven et Purple Haze sont prévues en version française par Delcourt/Tonkam.

### Séries dérivées
La série dérivée Rohan Kishibe (岸辺露伴は動かない, Kishibe Rohan wa ugokanai), aussi connue sous le titre Thus Spoke Rohan Kishibe, centrée sur le personnage de Rohan Kishibe de la quatrième partie, est publiée de manière irrégulière depuis 1997. Deux tomes sont parus. La série est adaptée en OAV à partir de 2017, ainsi qu'en mini-série live diffusée progressivement depuis 2020,,. A l'occasion d'une exposition au musée du Louvre en 2009, Hirohiko Araki a également publié le manga Rohan au Louvre en 2010. Une adaptation en film live de ce dernier est sortie le 26 mai 2023 au Japon.
Une deuxième série dérivée intitulée JoJo's Bizarre Adventure: Crazy D Demonic Heartbreak (ジョジョの奇妙な冒険 クレイジー・Dの悪霊的失恋, Jojo no Kimyō na Bōken: Kureijī D no Akuryō-teki Shitsuren), écrite par Kouhei Kadono et dessinée par Tasuku Karasuma, est publiée entre le 18 décembre 2021 et le 19 mai 2023 dans le magazine Ultra Jump et comporte un total de trois tomes,. La version française est publiée par Delcourt/Tonkam.
Un magazine spécial intitulé Jojo Magazine est publié en mars 2022 au Japon à l'occasion du 35e anniversaire de la série. La version française sera publiée par Delcourt/Tonkam.

### Drama CD
Entre 1992 et 1993, une dramatique radio de la troisième partie est sortie en trois CD,.

### Jeux vidéo
Les jeux JoJo's Bizarre Adventure sont principalement sortis au Japon, quelques rares exceptions ont dépassé ses frontières.
- JoJo's Bizarre Adventure (jeu de rôle) édité par Bandai au Japon sur Super Famicom le 5 mars 1993 ;
- JoJo's Venture et JoJo's Bizarre Adventure: Heritage for the Future (combat) édités par Capcom sur arcade et Dreamcast en 1998 et 1999 respectivement ;
- JoJo's Bizarre Adventure: Golden Wind (combat) édité par Capcom sur PlayStation 2 en 2002 ;
- JoJo's Bizarre Adventure: Phantom Blood (combat en 3D) édité par Bandai en 2006 sur PlayStation 2[84] ;
- JoJo's Bizarre Adventure: All Star Battle (combat) édité par Namco Bandai sur PlayStation 3 en 2013 au Japon[85] et en avril 2014 dans le reste du monde[86] ;
- JoJo's Bizarre Adventure: Eyes of Heaven (combat) édité par Bandai Namco sur PlayStation 3 et PlayStation 4 en 2015 au Japon[87].
- Certains personnages du manga font une apparition dans les crossover Jump Super Stars et Jump Ultimate Stars (sortis sur Nintendo DS).
- Jonathan et Joseph Joestar apparaissent en tant que personnages jouables dans le jeu vidéo J-Stars Victory Vs (sorti sur PlayStation 3, PlayStation Vita et PlayStation 4)[88].
- Jotaro Kujo, Dio Brando ainsi que Giorno Giovanna apparaissent en tant que personnages jouables dans le jeu vidéo Jump Force (sorti en février 2019 sur PlayStation 4 et Xbox One).
- JoJo's Bizarre Adventure: All Star Battle R (combat) édité par Bandai Namco, remaster du jeu PS3 sorti en septembre 2022 sur PlayStation 4, PlayStation 5, Nintendo Switch, Xbox One, Xbox Series et Microsoft Windows[89].

## Accueil

### Réception
D'après un sondage réalisé par l'Agence des affaires Culturelles en 2007, la série est classée deuxième meilleur manga derrière Slam Dunk et devant Dragon Ball.
En juillet 2013, plus de 81 millions d'exemplaires ont été vendus des divers tomes du manga. En décembre 2016, le tirage total du manga au Japon s'élève à 100 millions d'exemplaires. En décembre 2021, le tirage total du manga s'élève à 120 millions d'exemplaires
Le 29 octobre 2020, Tonkam annonce que plus d'un million de volumes de la série ont été vendus pour leur version française. Le 24 janvier 2023, le directeur éditorial de Delcourt/Tonkam Pascal Lafine annonce que deux millions d'exemplaires ont été vendus.

### JoJoet son influence dans la production des mangas
- Si vous ne connaissez pas le sujet, laissez ce bandeau (vous pouvez alors contacter les auteurs).
- Si vous supprimez le contenu mis en cause (vous pouvez préalablement contacter les auteurs),

argumentez précisément cette suppression dans la page de discussion
(un manque de référence n'est pas un argument ; une recherche réelle de référence doit avoir été effectuée, être formellement documentée).
- Les fameuses CLAMP, ayant découvert l’œuvre par l'intermédiaire du RPG Super Nintendo, s'avèrent être de très grandes fans. Leur source d'inspiration se révèle particulièrement évidente dans une œuvre comme X, la symbolique du tarot (rappelant étrangement un « Stand ») ayant été reprise par toute l'équipe ou selon la volonté de Nekoi. Elles ont d'ailleurs réalisé un fanzine avec en couverture les vaillants Stardust Crusaders et sont même allées jusqu'à noyer de courrier le magazine de mangas japonais « Puff » pour faire gagner Jôtarô lors de l'habituel sondage de popularité des personnages mensuels.
- Dans les recueils d'histoire de Maliki (édité par Ankama), Ladybirds est un personnage directement inspiré des Stand puisqu'elle est issue de l'héroïne et représente une part de son passé (Ladybirds étant la fusion de l'âme du défunt chat de Maliki et d'une partie de l'âme de Maliki), possède une apparence rappelant les stands et dispose de pouvoir surpuissant, mais directement limité à la forme physique de Maliki[95].
- Sakae Esuno avoua que les Stands de JoJo's Bizarre Adventure l'inspirèrent dans la conception des "Orders" dans son manga Big Order[96]
- Lors de l'épisode 7 de My Teen Romantic Comedy SNAFU, Hachiman Hikigaya dit que les utilisateurs de Stand s'attirent entre eux. C'est ce qu'expliqua Toshikazu Hazamada à Josuke Higashikata dans Diamond Is Unbreakable[97][source insuffisante].

### Documentation
- Paul Gravett (dir.), « De 1970 à 1989 : JoJo's Bizarre Adventure », dans Les 1001 BD qu'il faut avoir lues dans sa vie, Flammarion, 2012 (ISBN 2081277735), p. 505.